# Arc de Triomphe de l’Étoile
Der Arc de Triomphe de l’Étoile (dt. Triumphbogen an der Place de l’Étoile) oder kurz Arc de Triomphe ist ein von 1806 bis 1836 errichtetes Denkmal im Zentrum der Place Charles de Gaulle in Paris. 
Das Bauwerk gehört zu den Wahrzeichen der Metropole und wird vom Centre des monuments nationaux (dt. Zentrum für nationale Monumente) verwaltet, das dem Ministerium für Kultur untersteht. 
Unter dem Triumphbogen liegt das Grabmal des unbekannten Soldaten aus dem Ersten Weltkrieg mit der täglich gewarteten Ewigen Flamme, im Französischen Flamme du Souvenir (dt. Flamme der Erinnerung) genannt, im Gedenken an die Toten, die nie identifiziert wurden. Das ganze Jahr hindurch finden Kranzniederlegungen und Ehrungen statt, die ihren Höhepunkt in der Parade am 11. November finden, dem Jahrestag des Waffenstillstands zwischen Frankreich und Deutschland im Jahr 1918.
Für Fußgänger ist der Arc de Triomphe nur durch eine Unterführung erreichbar; der Triumphbogen verfügt über eine Aussichtsplattform.
Der Arc de Triomphe de l’Étoile ist nicht zu verwechseln mit dem weniger bekannten und kleineren Arc de Triomphe du Carrousel, der sich zwischen dem Palais du Louvre und dem Jardin des Tuileries befindet.

## Geschichte
Der Triumphbogen diente dem Ruhm der kaiserlichen Armeen und wird von manchen pathetisch als „Altar des Vaterlandes“ bezeichnet, denn an diesem Ort finden die feierlichsten staatlichen Zeremonien Frankreichs statt; häufig führen Festumzüge von hier aus die Avenue des Champs Élysées hinunter oder enden mit dem Arc de Triomphe als Ziel.

Zwölf Avenuen gehen sternförmig vom Arc de Triomphe ab

Er steht im Zentrum der Place Charles de Gaulle (bis 1970 Place de l’Étoile), am westlichen Ausläufer der Avenue des Champs Élysées. Er ist Teil der „historischen Achse“, einer Reihe von Monumenten und großen Straßen, die aus Paris herausführen. Zwölf Avenuen gehen sternförmig von diesem Triumphbogen ab. Die heutige Form des Platzes entstand 1854, war in Grundzügen aber bereits seit dem späten 18. Jahrhundert so ähnlich angelegt worden, wenn auch nur mit vier Straßen.

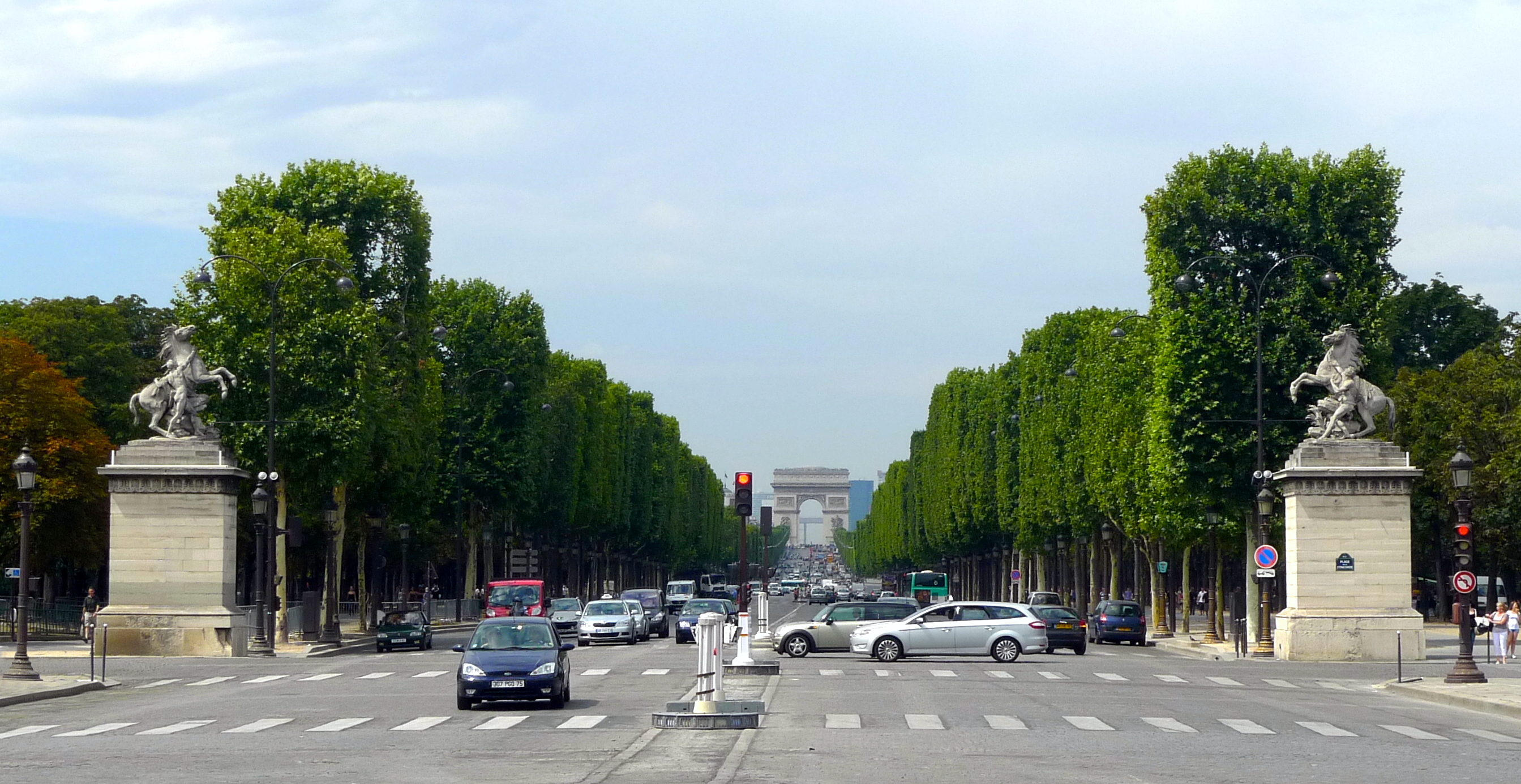
Der Arc de Triomphe befindet sich auf der Pariser „historischen Achse“

Der Triumphbogen selbst wurde von Kaiser Napoleon I. nach der Schlacht bei Austerlitz zur Verherrlichung seiner Siege 1806 in Auftrag gegeben. Am 15. August 1806 wurde der Grundstein zum Bau gelegt. Zwei Jahre dauerte der Bau der Fundamente. 1810 erhoben sich die vier Pylonen des Triumphbogens aber erst bis zu einer Höhe von 1 m. Napoleon heiratete am 1. April 1810 die habsburgische Prinzessin Marie-Louise; er ließ dazu ein provisorisches Modell des Triumphbogens aus Holz und Stuck in originaler Größe errichten. Ähnlich dem Elefanten der Bastille stand diese Ehrenpforte längere Zeit. Der Triumphbogen wurde (anders als der Elefant) letztlich fertiggestellt.

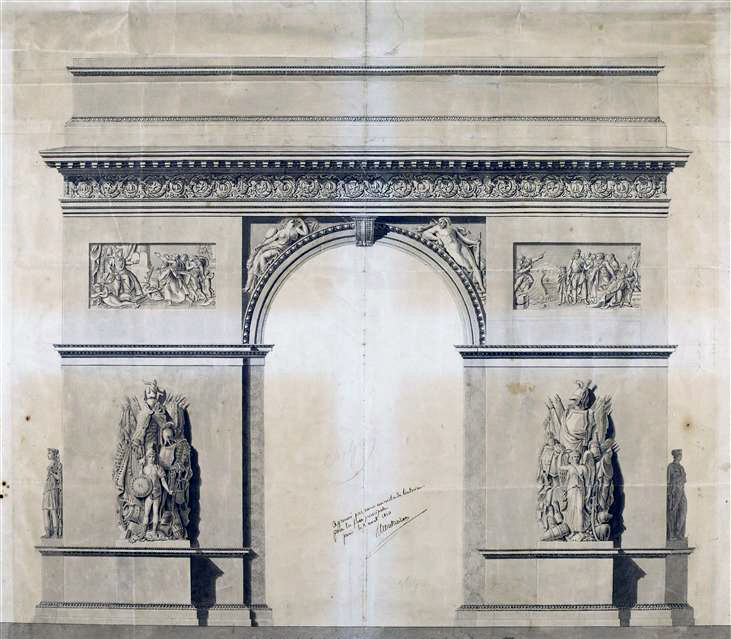
Entwurf des Arc de Triomphe von Jean-François Chalgrin, 1806

Als der zuständige Architekt Jean-François Chalgrin im Januar 1811 gestorben war und Napoleon am 6. April 1814 abdankte, wurden die Bauarbeiten gestoppt. Louis XVIII. ließ sie 1824 unter der Leitung von Héricart de Thury fortsetzen. 1830 entschied sich König Louis-Philippe I. (oft Bürgerkönig genannt), zur napoleonischen Konzeption zurückzukehren. Er und Adolphe Thiers entschieden über den figurativen Schmuck und seine Ausführenden. Der Bogen wurde 1836 von Huyot und Blouet fertiggestellt. Am 25. Juni 1836 schoss ein 26-jähriger Anarchist namens Louis Alibaud auf die Kutsche des Königs und verfehlte ihn nur knapp. Der König beschloss daraufhin, nicht an der geplanten großen Militärparade teilzunehmen, die am 29. Juli zur Erinnerung an den sechsten Jahrestag der Julirevolution von 1830 und zur Einweihung des Bogens stattfinden sollte.
Jean Navarre, ein Fliegerass im Ersten Weltkrieg, hatte den Plan, am 14. Juli 1919 bei einer Siegesparade durch den Triumphbogen zu fliegen. Navarre stürzte aber am 10. Juli 1919 beim Üben für diesen Flug ab und starb. Am 7. August 1919 durchflog Charles Godefroy mit einer Nieuport 11 „Bébé“ den Triumphbogen.
Im Oktober 1981 flog Alain Marchand durch den Triumphbogen.
Der Rundkurs der letzten Kilometer der Schlussetappe der Tour de France, die seit 1975 auf der Avenue des Champs Élysées endet, umrundet den Arc de Triomphe. Bis 2013 führte der Rundkurs direkt vor dem Arc de Triomphe eine Wende aus (und umkreiste ihn somit nicht).
Am Abend des 9. Januar 2015 wurden die Worte „Paris est Charlie“ auf den Triumphbogen projiziert. Die Parole, eine Abwandlung von „Je suis Charlie“, war ein Bekenntnis zu den demokratischen Werten der Meinungs- und Pressefreiheit und eine Solidaritätsbekundung mit den Mitarbeitern des Satiremagazins Charlie Hebdo, die von islamistischen Attentätern erschossen worden waren.

Am 1. Dezember 2018 wurde die Figur der Marianne am Triumphbogen schwer beschädigt, als es im Zuge der Protestaktionen der Gelbwestenbewegung zu schweren Ausschreitungen kam.

Der Triumphbogen in historischer Perspektive
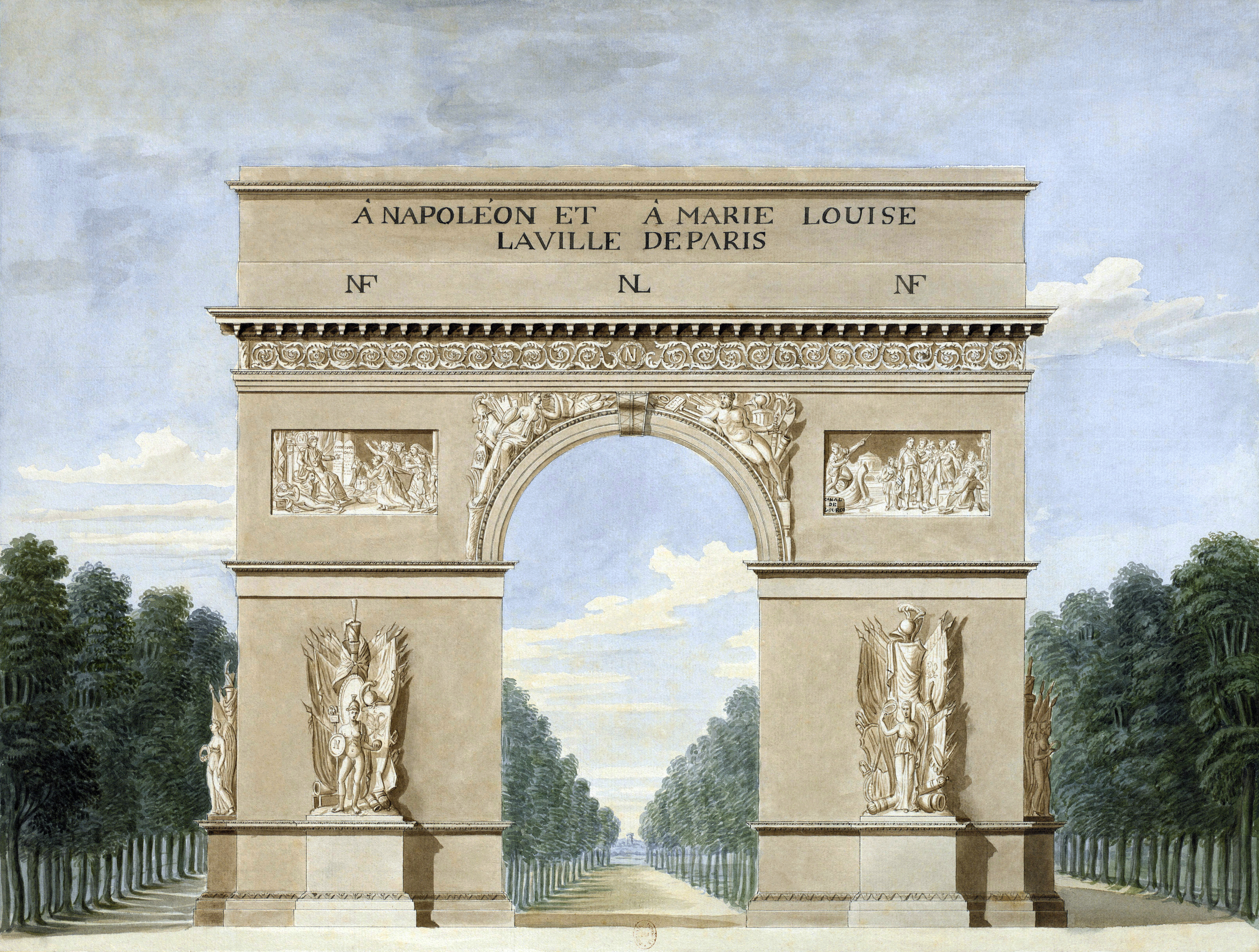
Der provisorische Triumphbogen aus Holz und Stuck, 1810
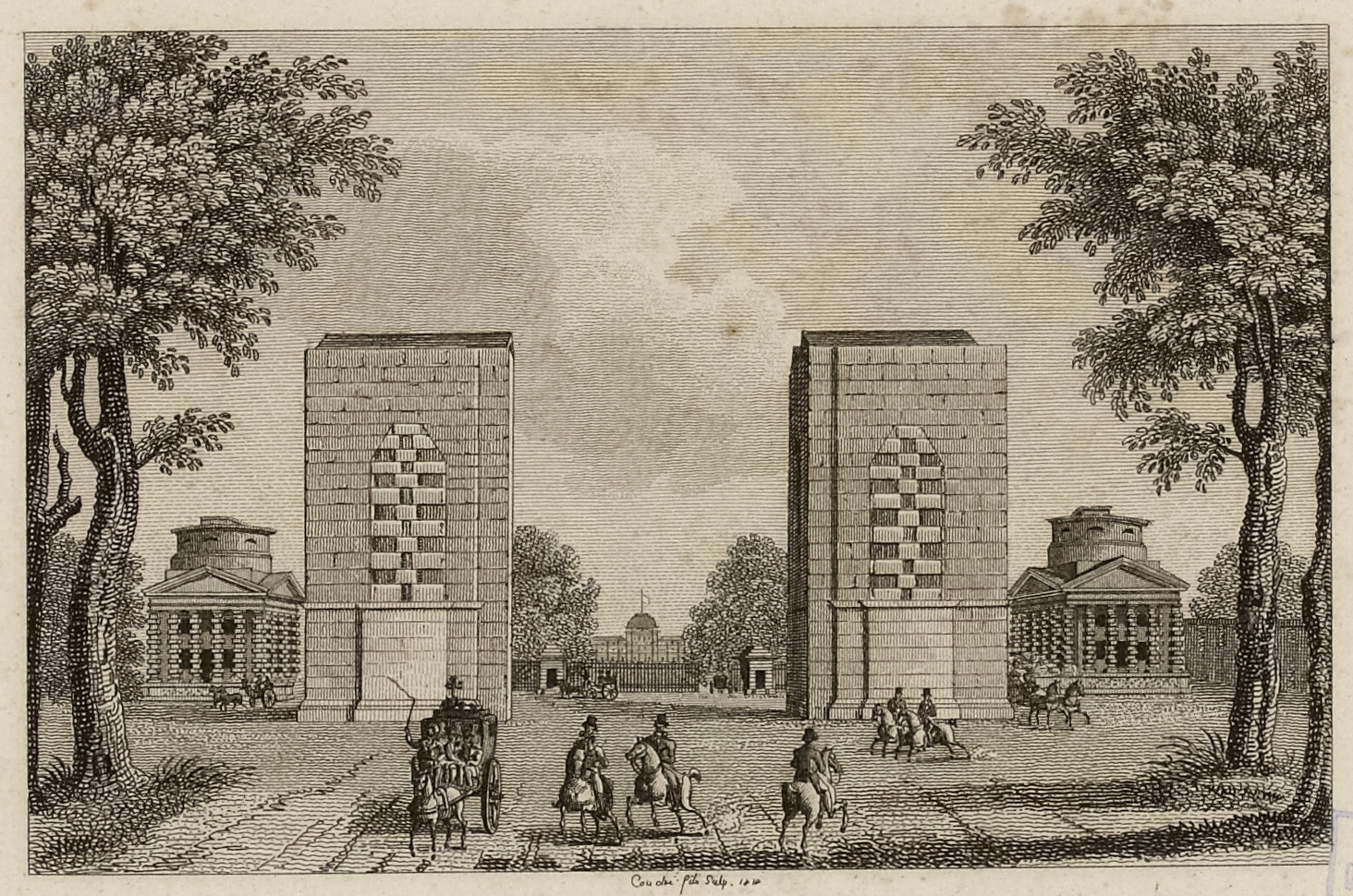
Der Arc de Triomphe im Bau auf dem Place de l’Étoile, 1818
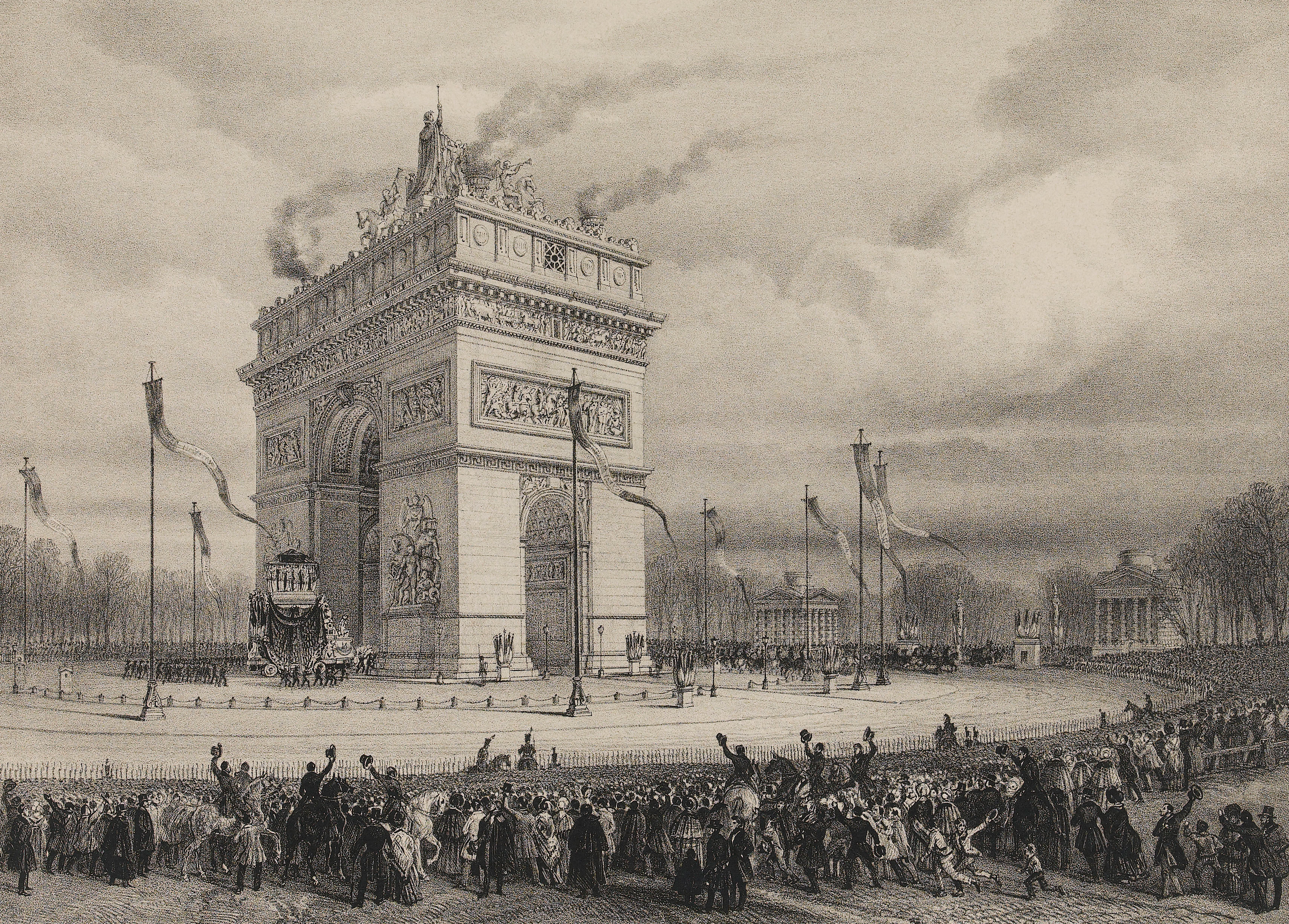
Napoleons Trauerwagen unter dem Arc de Triomphe während seiner Beerdigung am 15. Dezember 1840
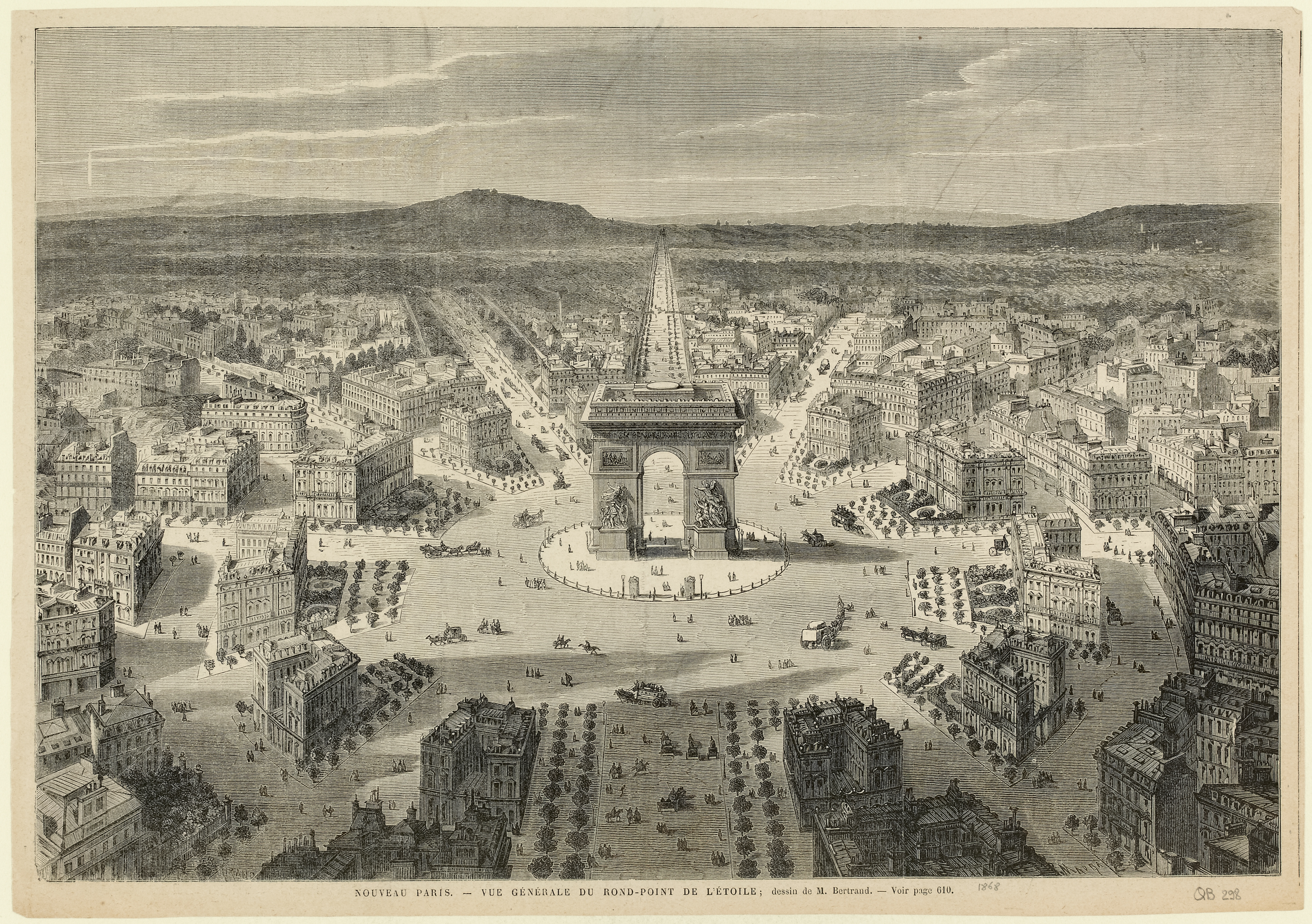
Die Place de l’Étoile im Jahr 1868
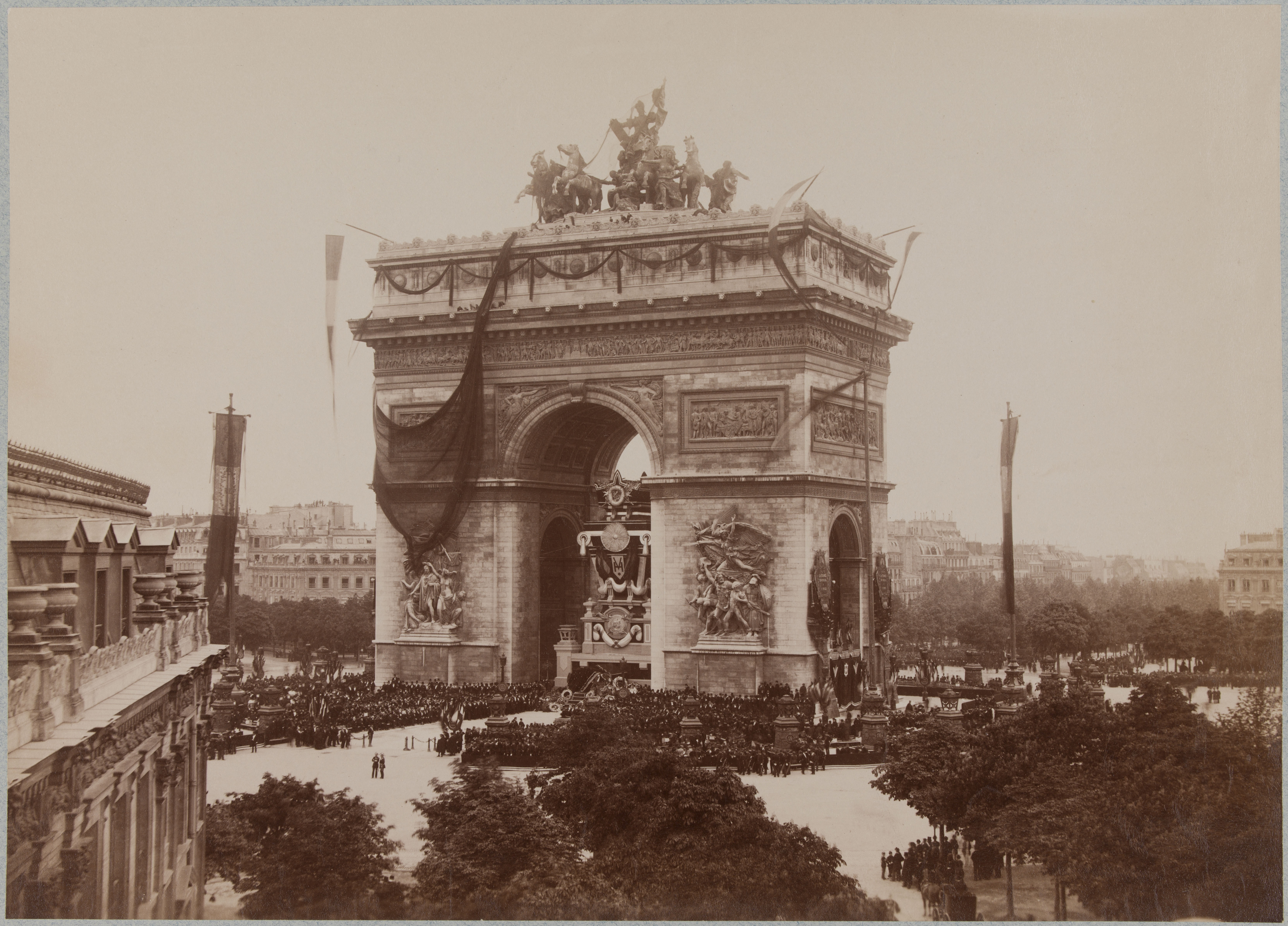
Katafalk und Castrum doloris von Victor Hugo unter dem Arc de Triomphe, bei seiner Beerdigung am 31. Mai 1885
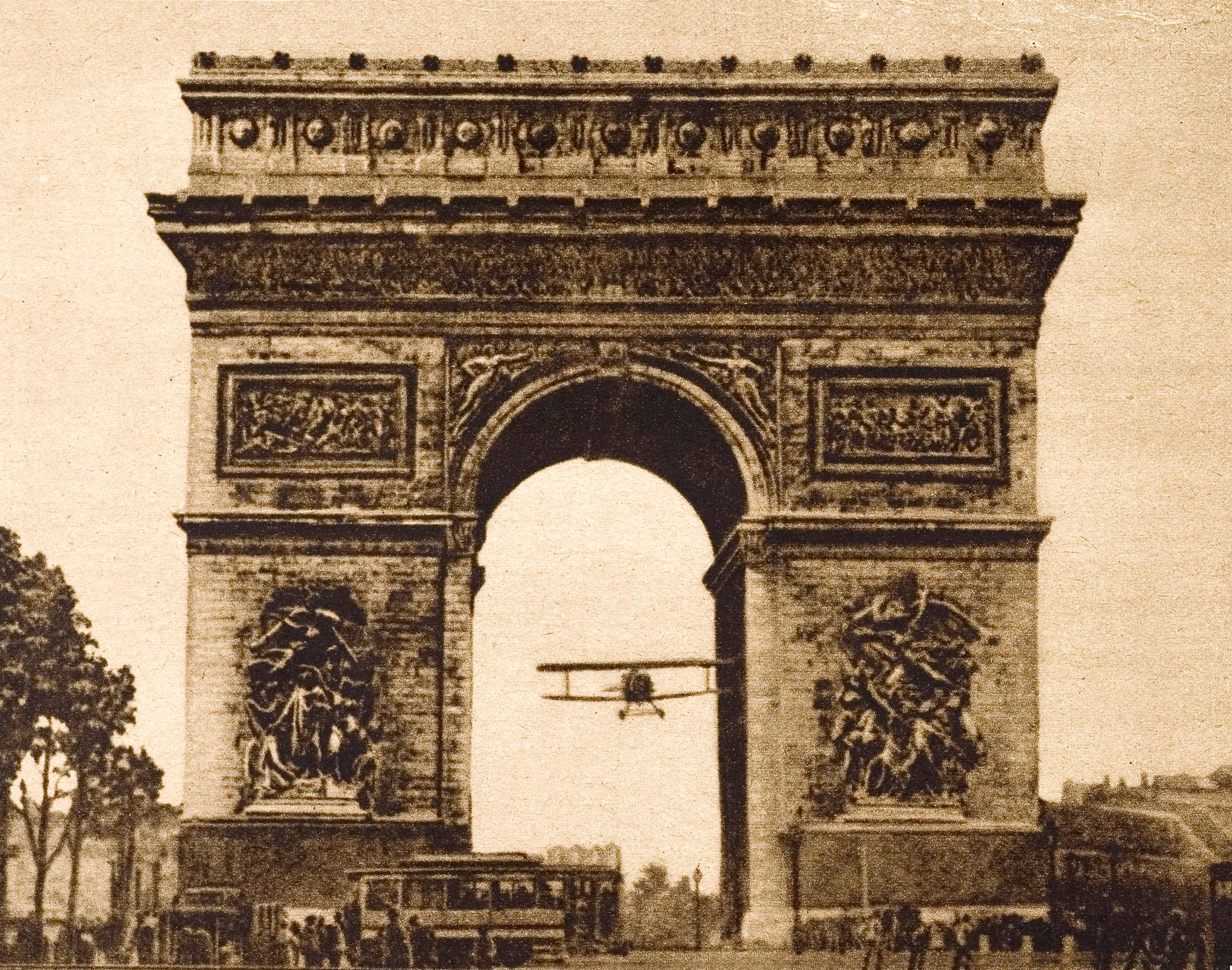
Charles Godefroy fliegt durch den Arc de Triomphe, 1919
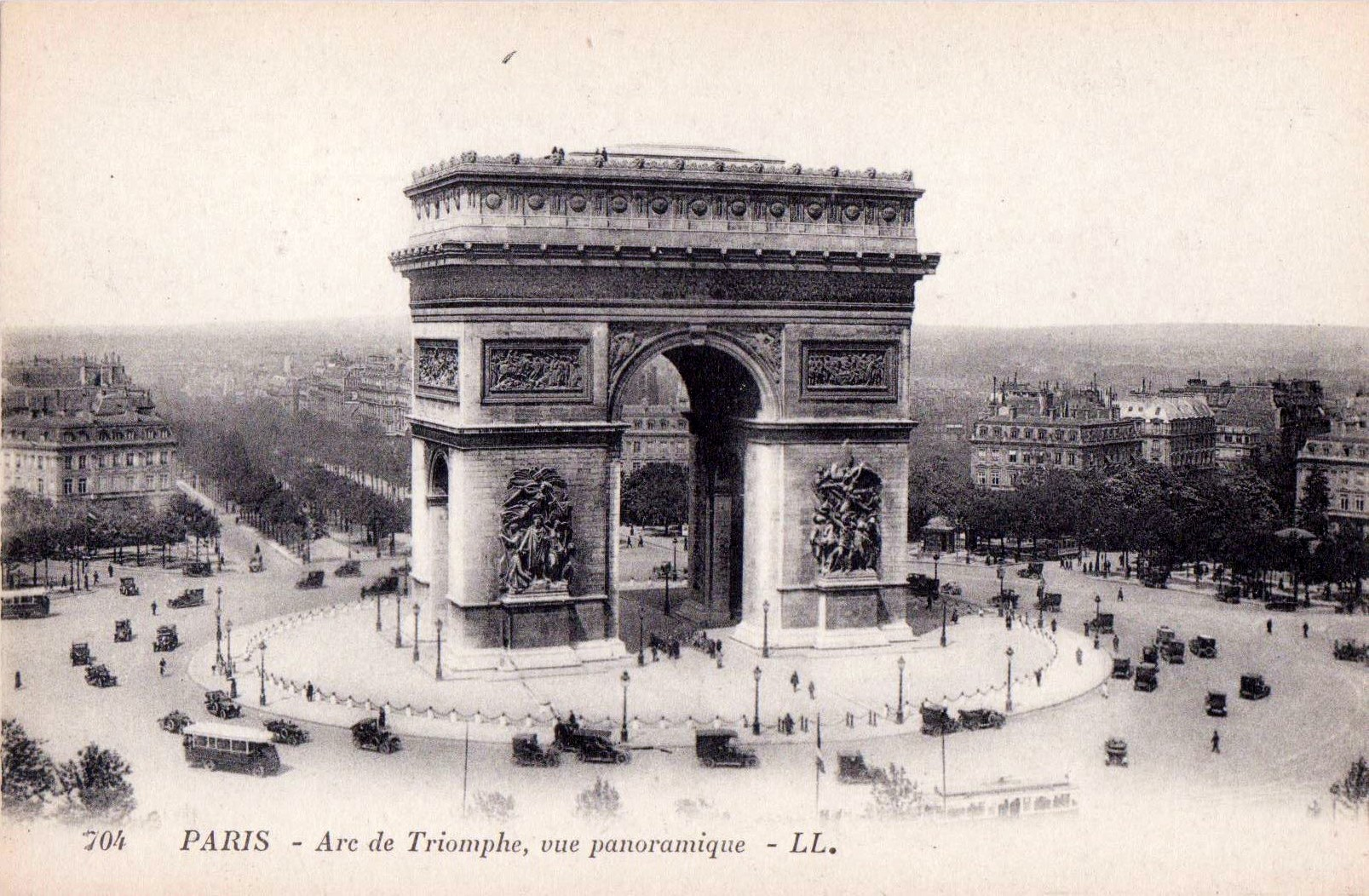
Der Triumphbogen auf einer Postkarte von 1920
Die Place de l’Étoile im Jahr 1921
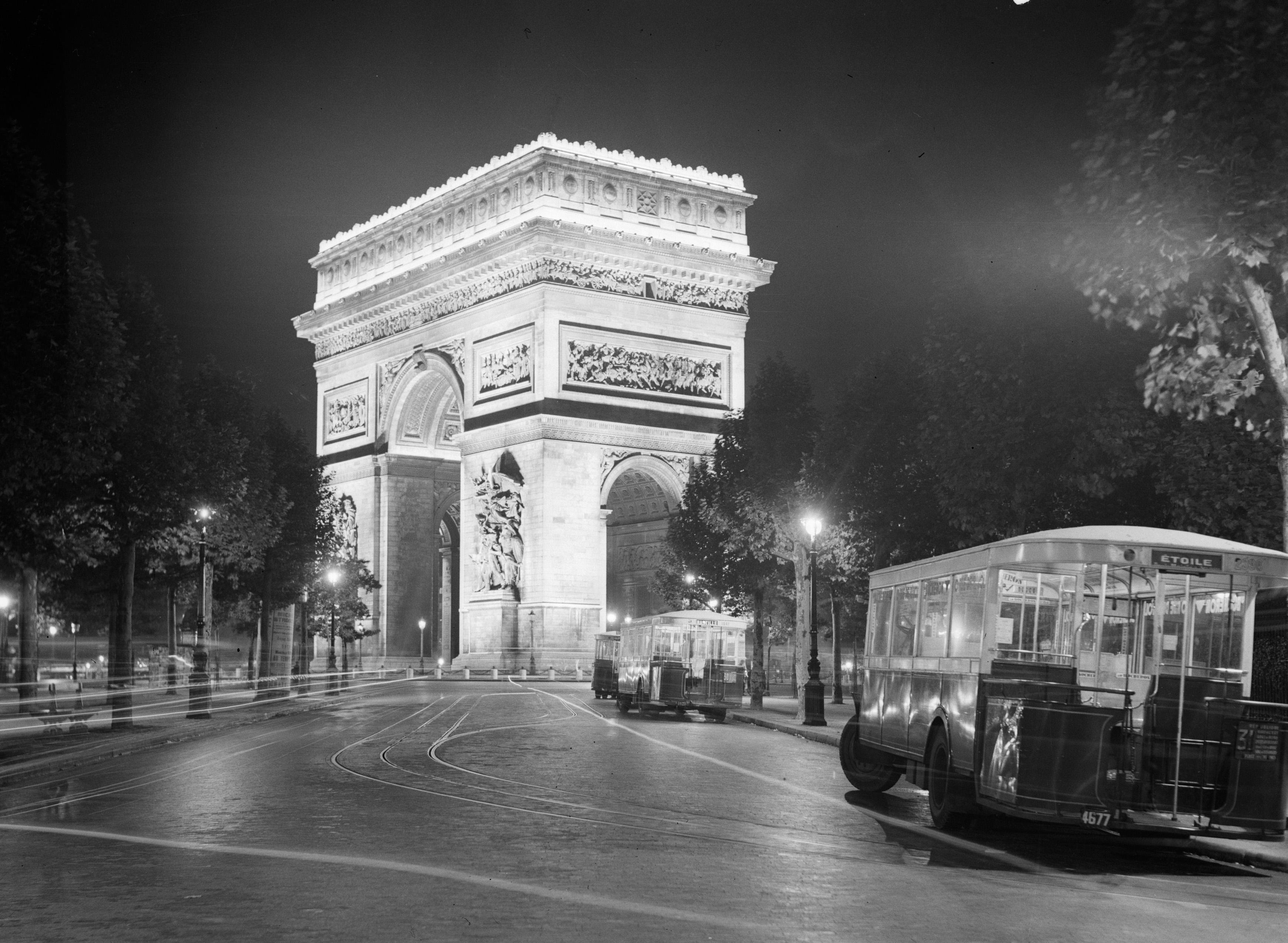
Arc de Triomphe, 1935
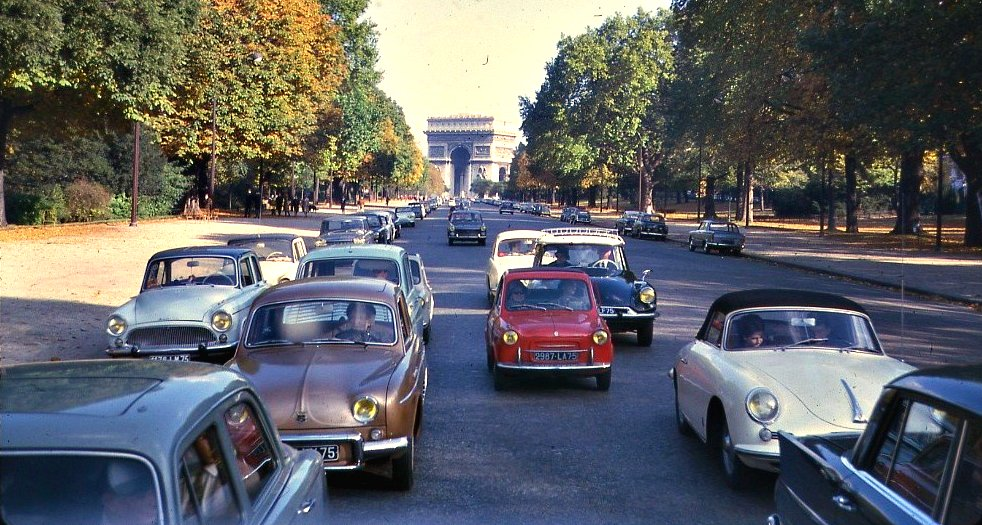
Die Avenue Foch und der Arc de Triomphe, 1962

Der Triumphbogen heute
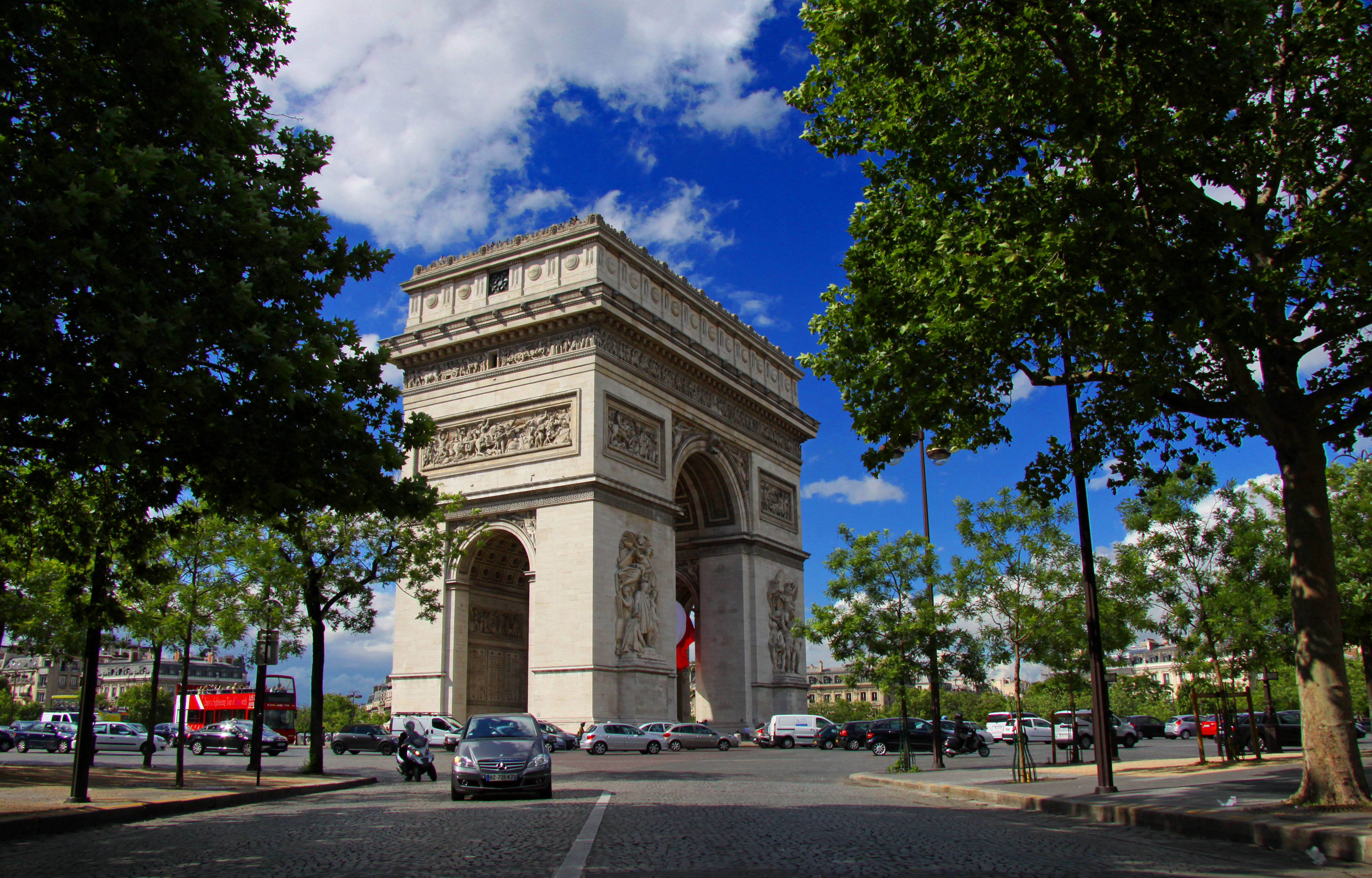
Ansicht des Bogens mit Place Charles de Gaulle
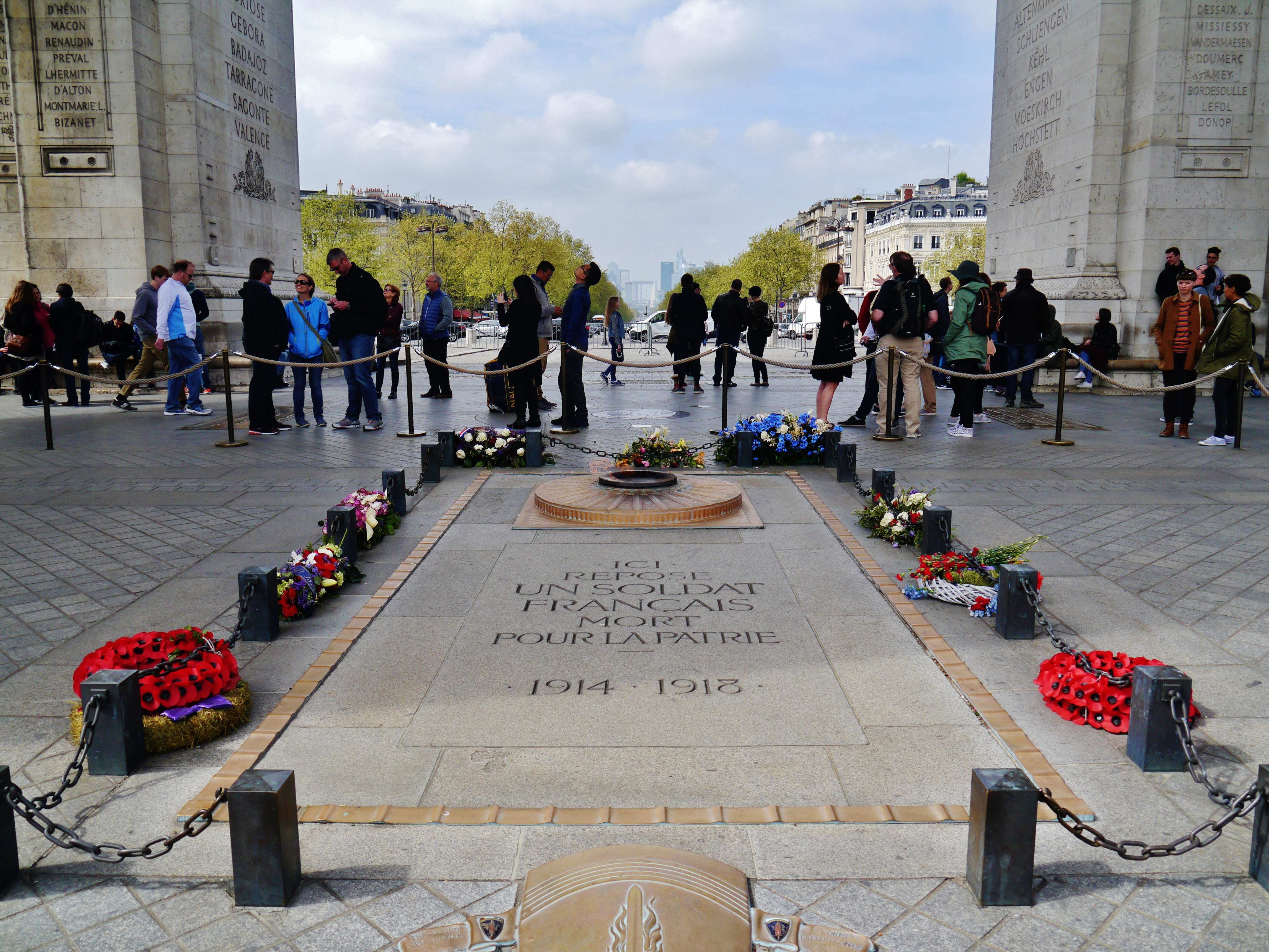
Grabmal des unbekannten Soldaten unter dem Triumphbogen
Der Triumphbogen bei Nacht
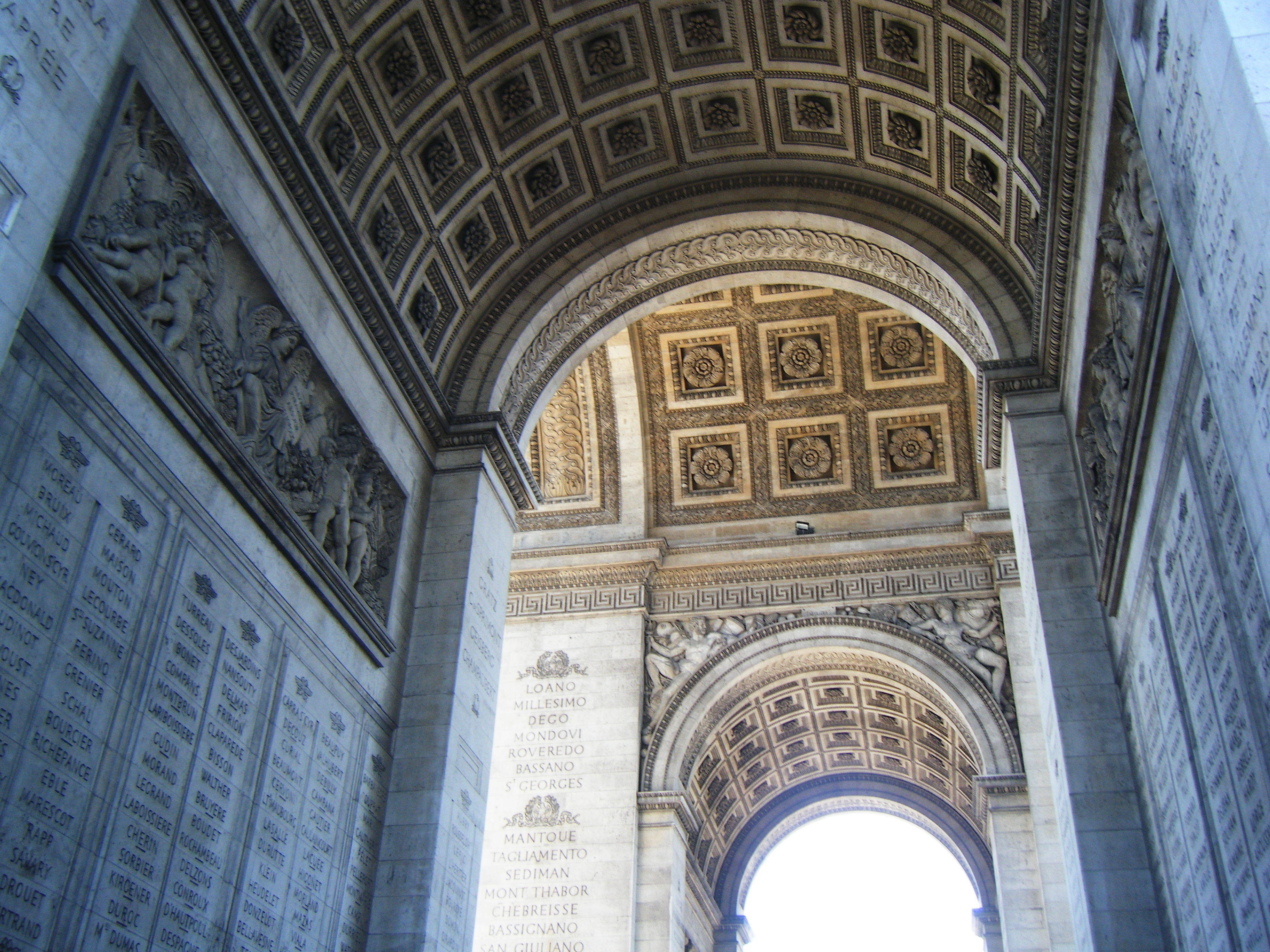
Arc de Triomphe aus der Froschperspektive
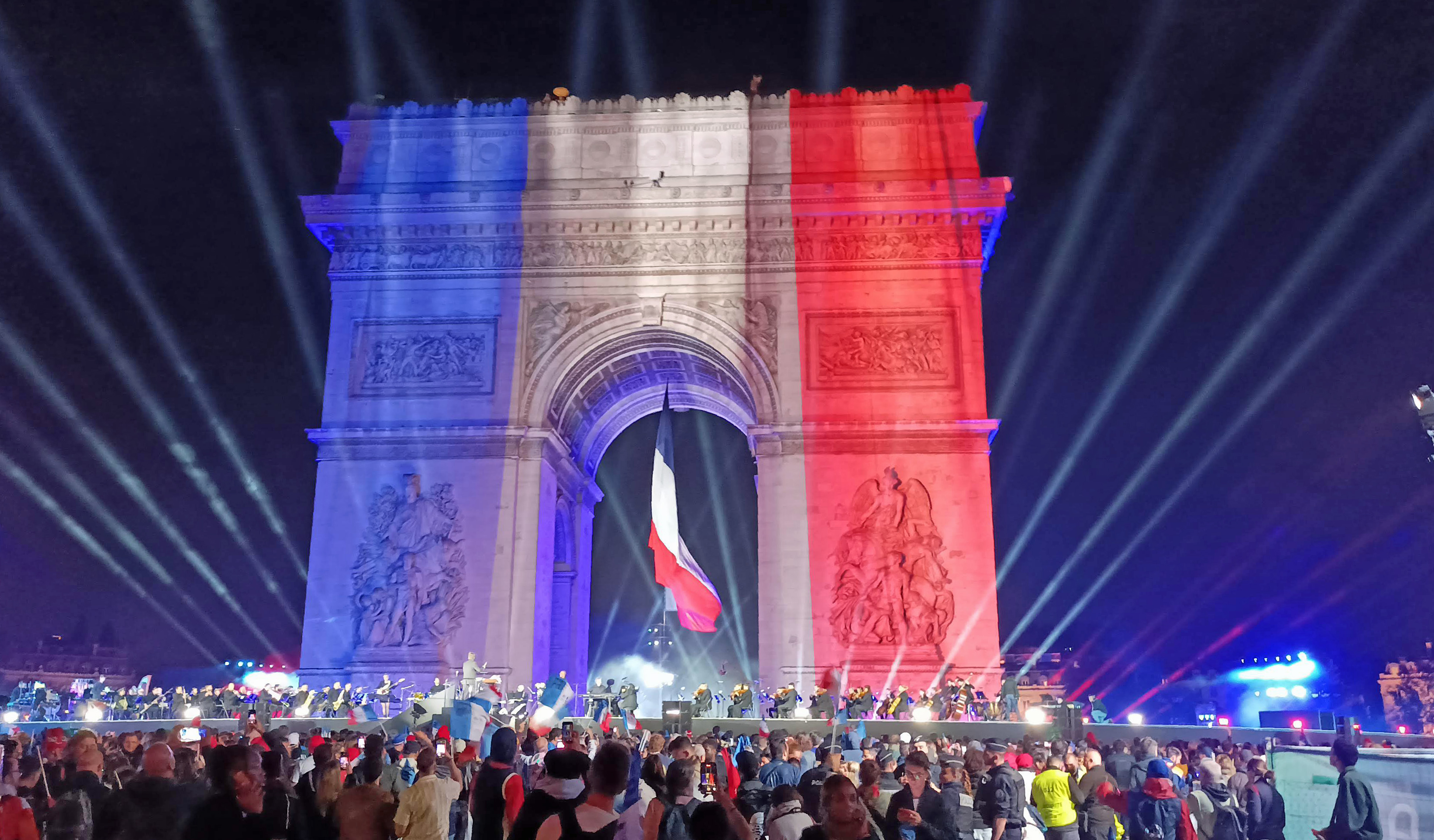
Der Arc de Triomphe während der Olympischen Sommerspiele 2024 in Paris

## Beschreibung
Der Triumphbogen ist 49,54 m hoch, 44,82 m breit und 22 m tief. Der große Gewölbebogen misst 29,19 m in der Höhe und 14,62 m in der Breite, der kleine Bogen 18,68 m in der Höhe und 8,44 m in der Breite. Der Entwurf ist im Stil der antiken römischen Architektur gehalten. Die vier Figurengruppen an der Basis des Bogens zeigen Der Triumph von 1810, Widerstand, Frieden und La Marseillaise oder Auszug der Freiwilligen von 1792 (von François Rude). Oben sind auf den Flächen rund um den Bogen Flachreliefs mit Nachbildungen von wichtigen revolutionären und napoleonischen Siegen eingelassen. Die Innenwände des Triumphbogens beherbergen ein kleines Museum.

### Inschriften
Die Innenwände des Triumphbogens führen die Namen von:
- 660 Militärs, vorwiegend Generälen auf. Die Namen derjenigen, die im Kampf gefallen sind, sind unterstrichen.[5]

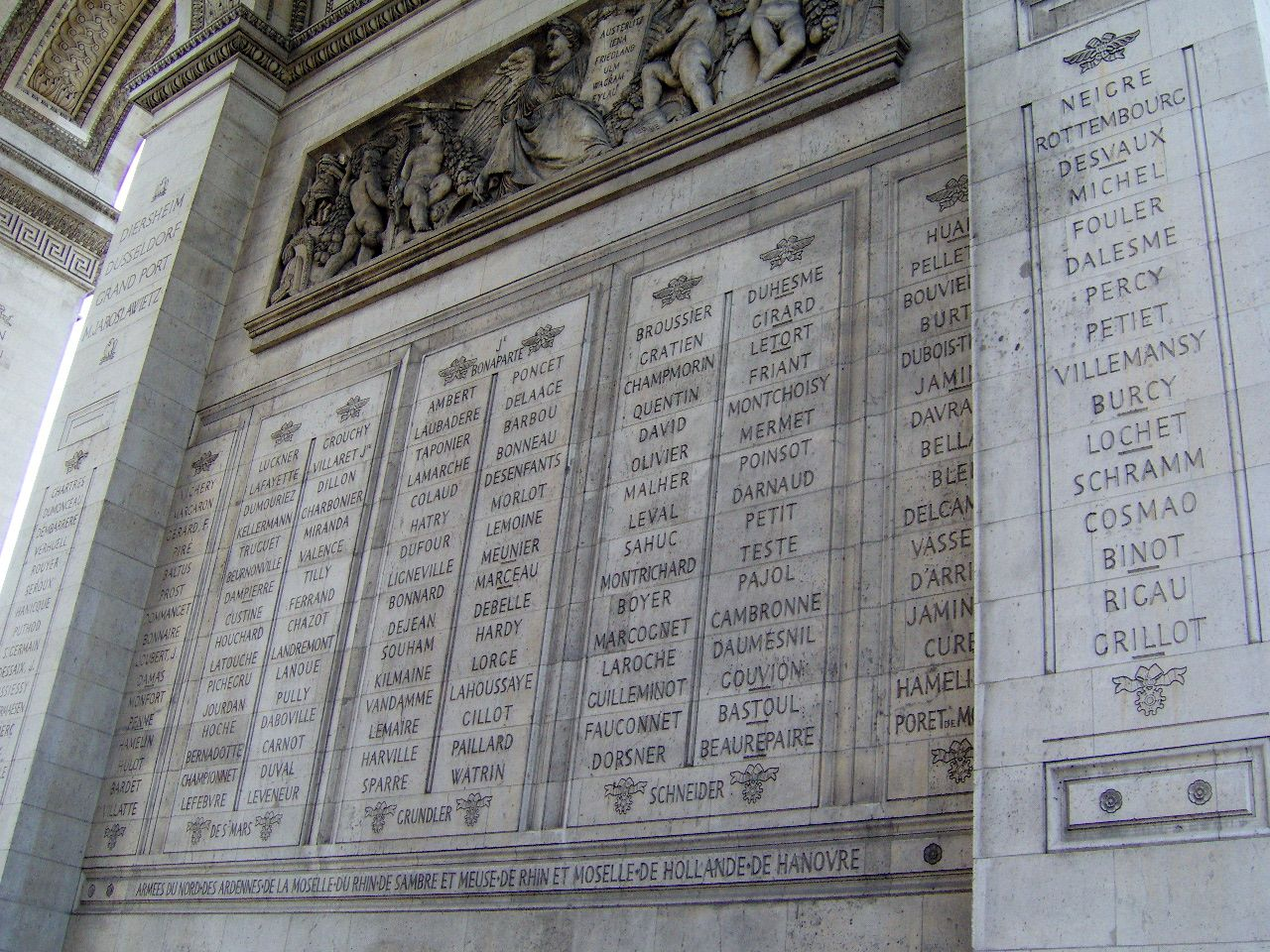
Nördlicher Pfeiler
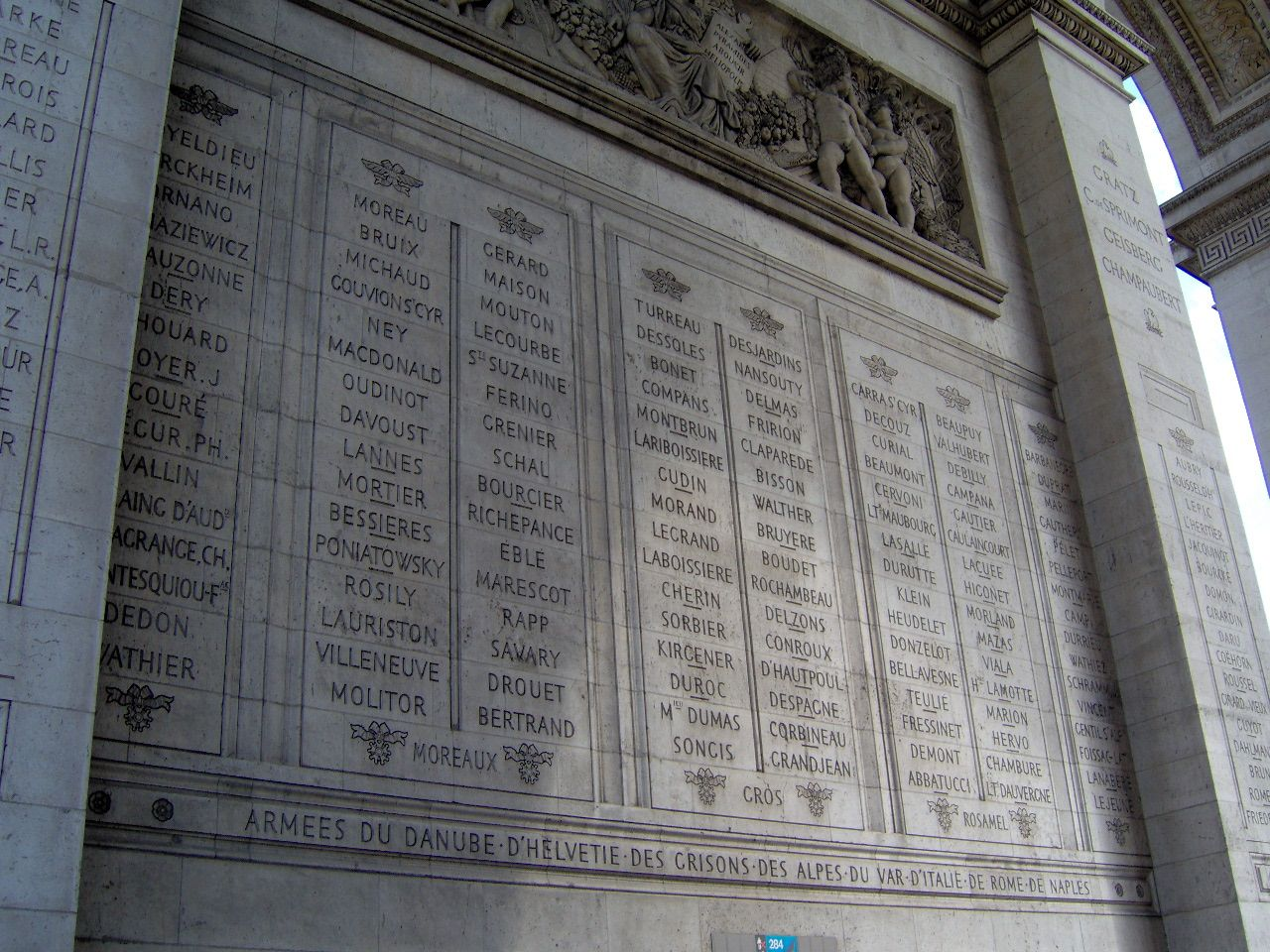
Östlicher Pfeiler
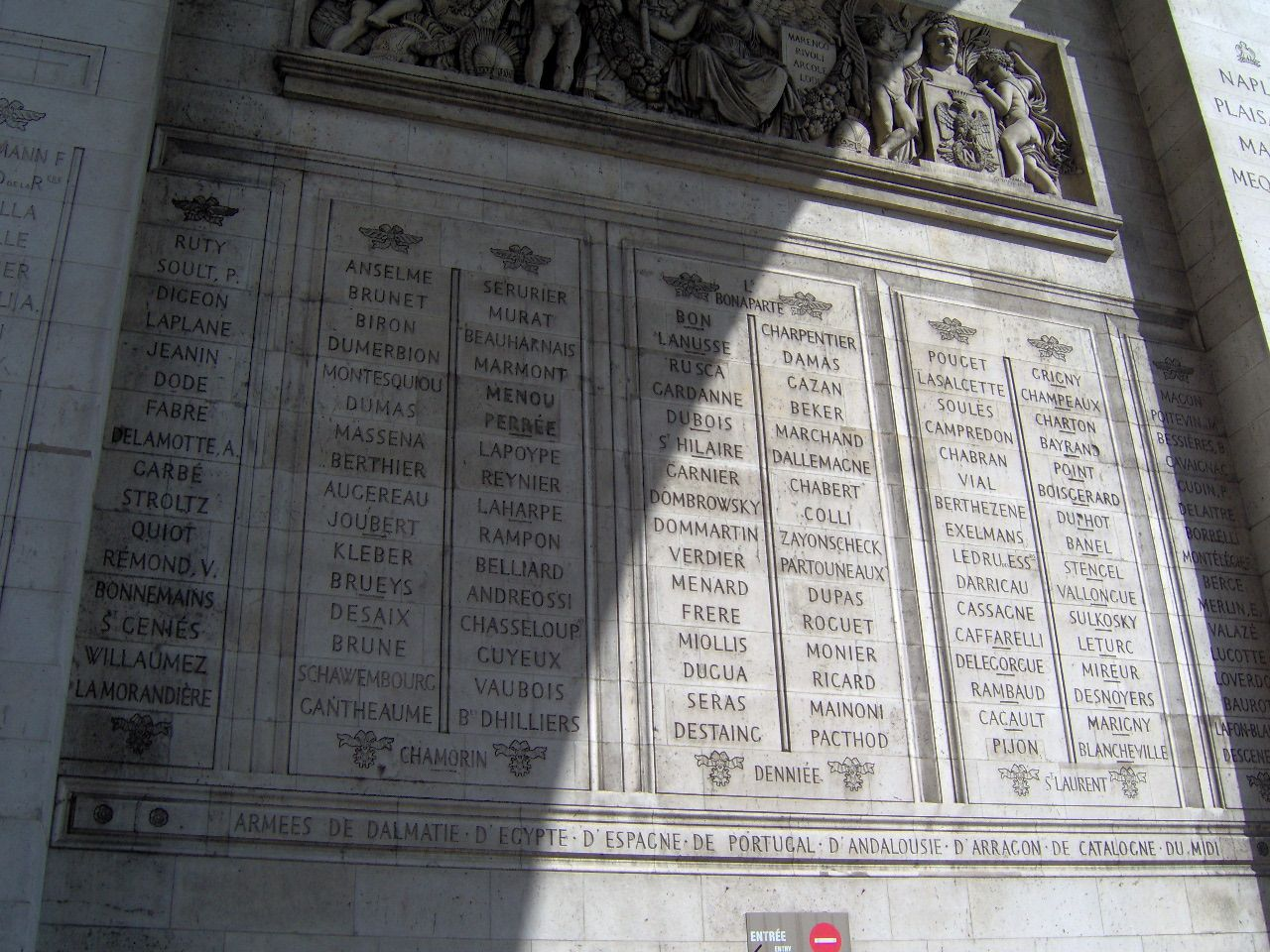
Südlicher Pfeiler
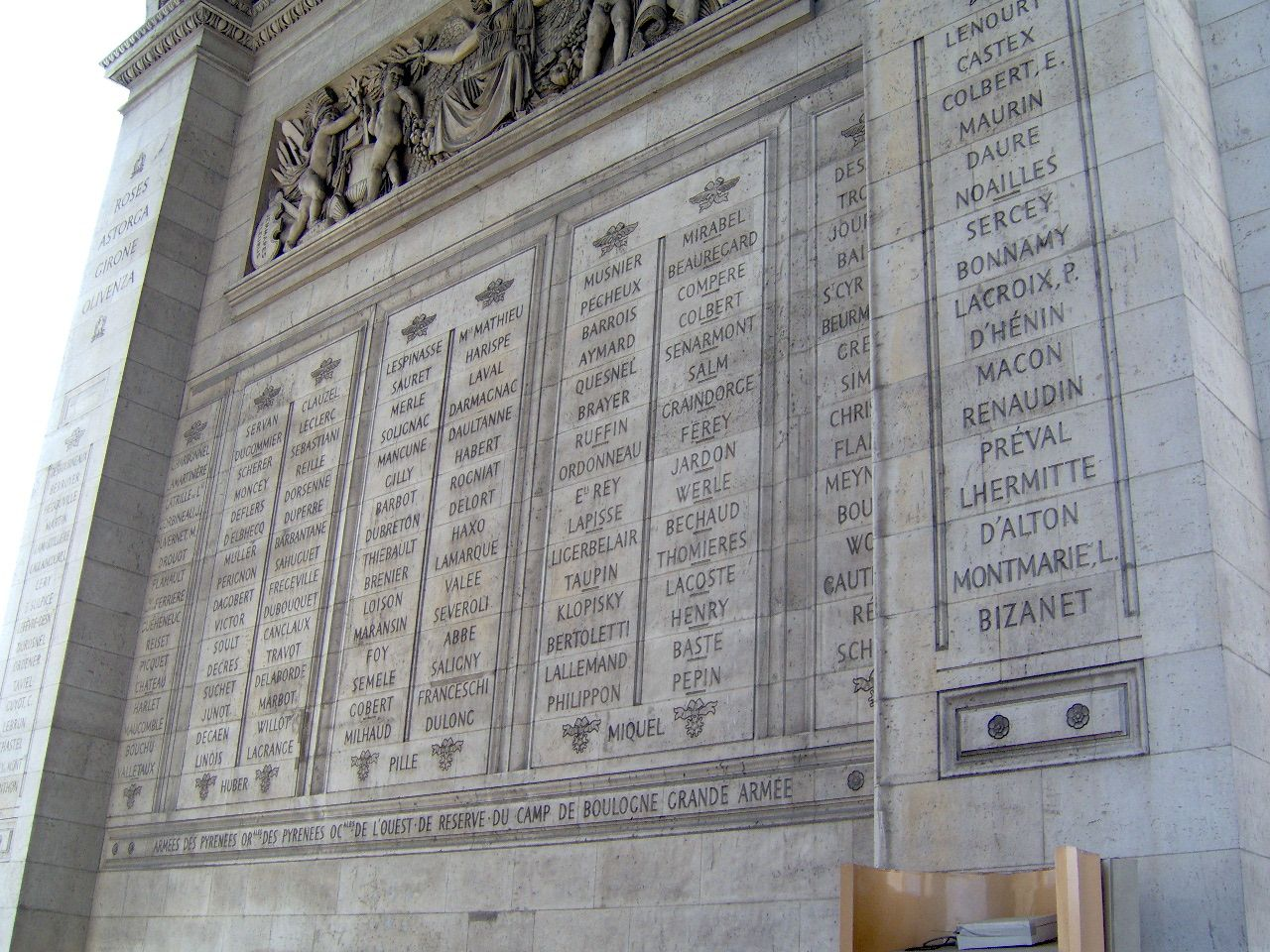
Westlicher Pfeiler

- 158 Schlachten. Die 30 bedeutendsten Schlachten Napoleons beginnend mit Valmy sind zuoberst auf dem Fries in fast 50 Metern Höhe zu sehen, während 128 weitere Kriegsereignisse auf den Pfeilern zu finden sind. Verzeichnet sind nur siegreiche Schlachten.[6]

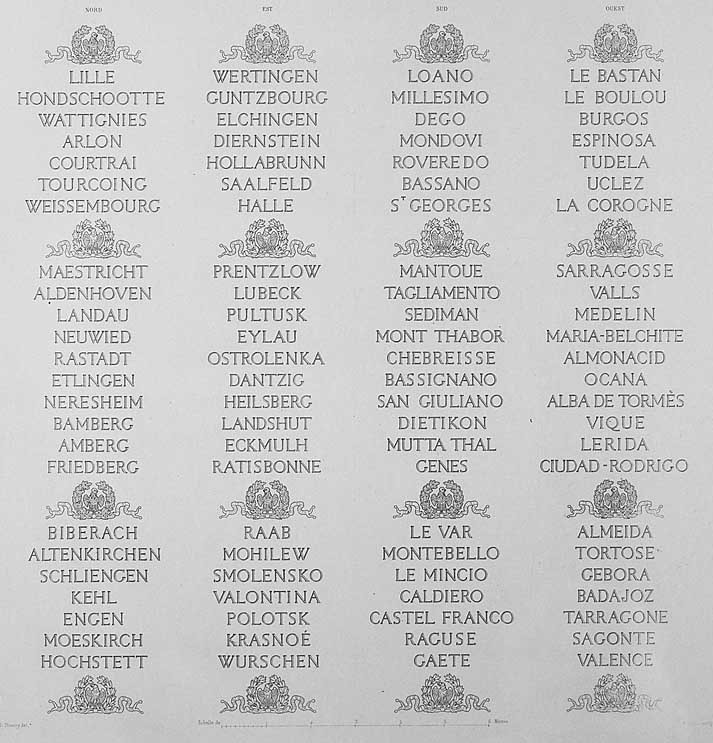
Die 96 Schlachten, die auf den Hauptbögen eingetragen sind

### Reliefs
Berühmt ist der Triumphbogen auch wegen der bedeutenden Reliefs, die er trägt. Sie wurden 1833 bei den Bildhauern Antoine Étex, Jean-Pierre Cortot und vor allem François Rude in Auftrag gegeben. Die Ostfassade zeigt das berühmteste Relief, die Marseillaise (dt. Auszug der Freiwilligen von 1792) von Rude, die auch Le chant du départ, also das Abschiedslied, genannt wird. Es stellt eine Gruppe ausziehender Krieger dar, die in offensichtlich revolutionärer oder erhoben nationaler Gesinnung – zumindest kann man das in dieser Szene vermuten – das neue Revolutionslied der Marseillaise auf den Lippen haben, das erst am 25. April 1792 komponiert worden war.

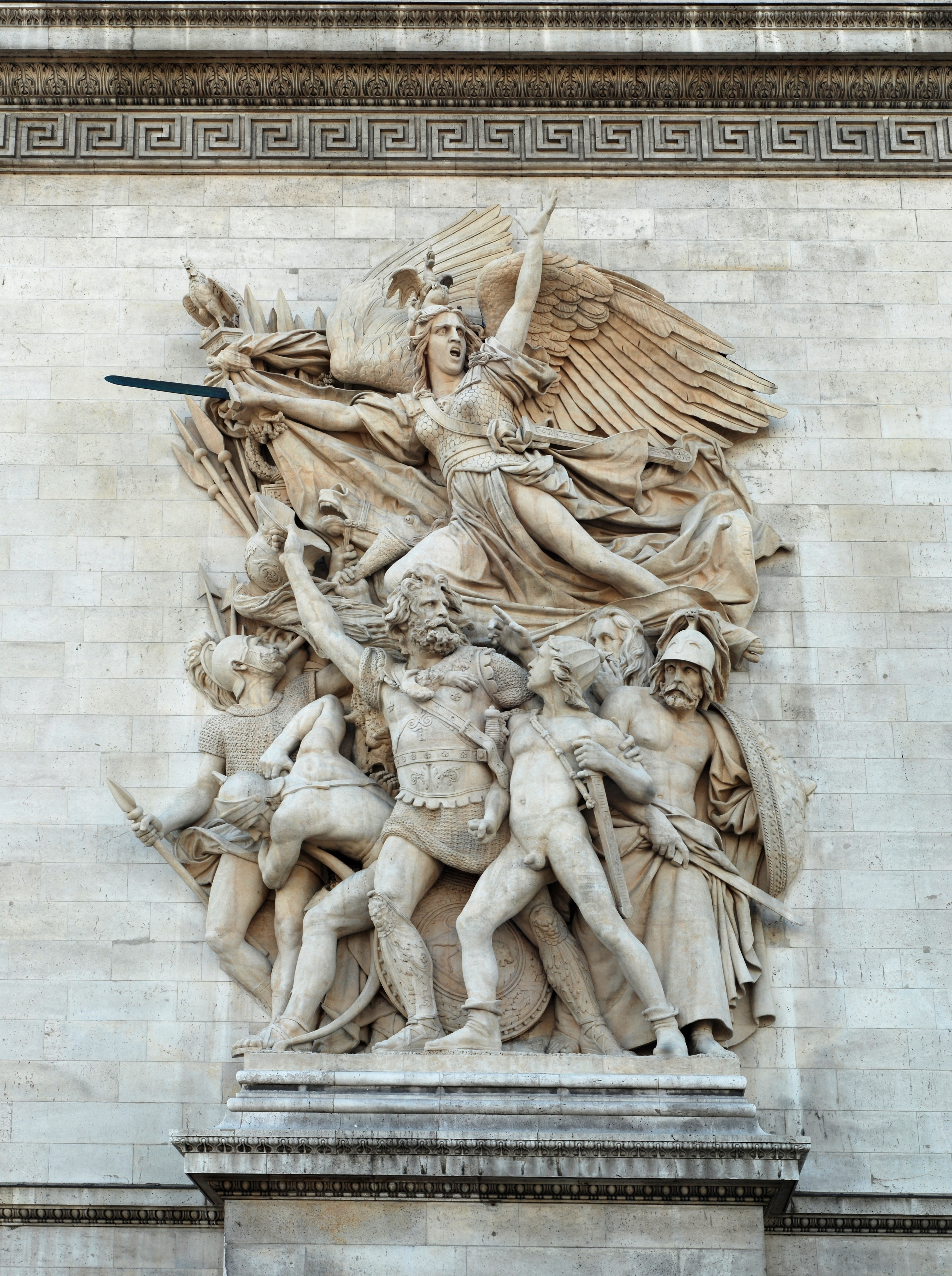
Der Auszug der Freiwilligen 1792, auch Die Marseillaise genannt
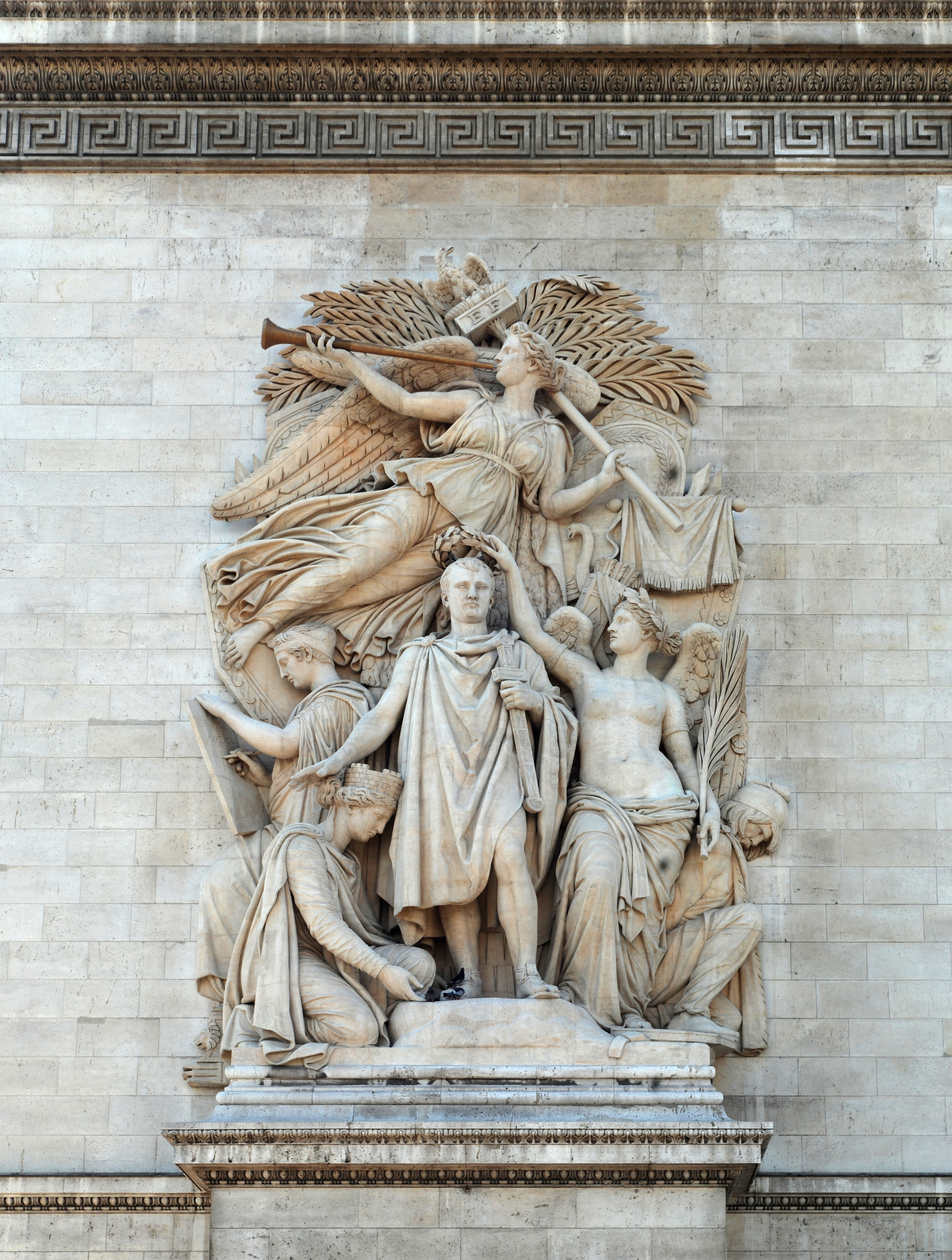
Der Triumph Napoleons 1810
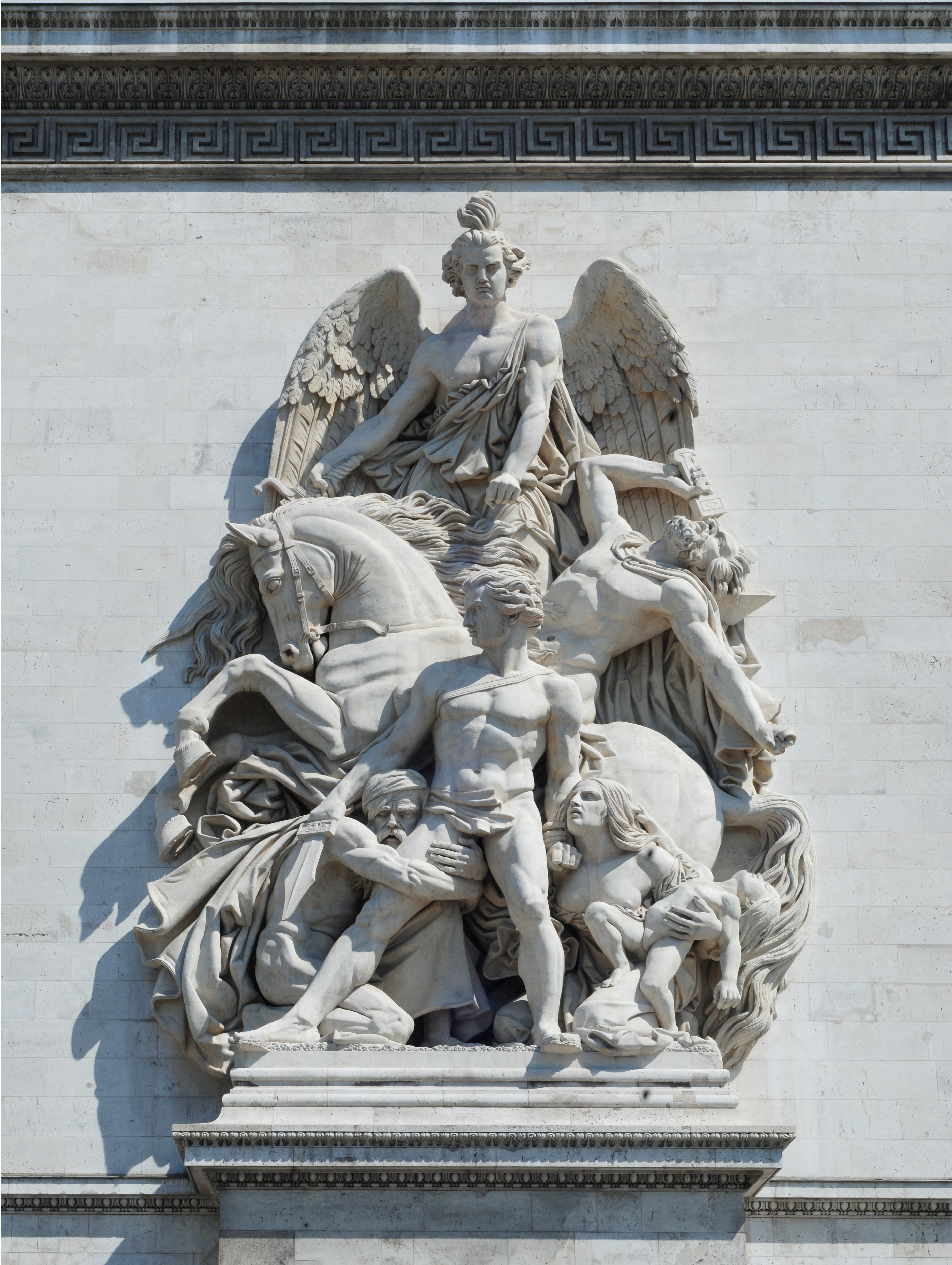
Der Widerstand 1814
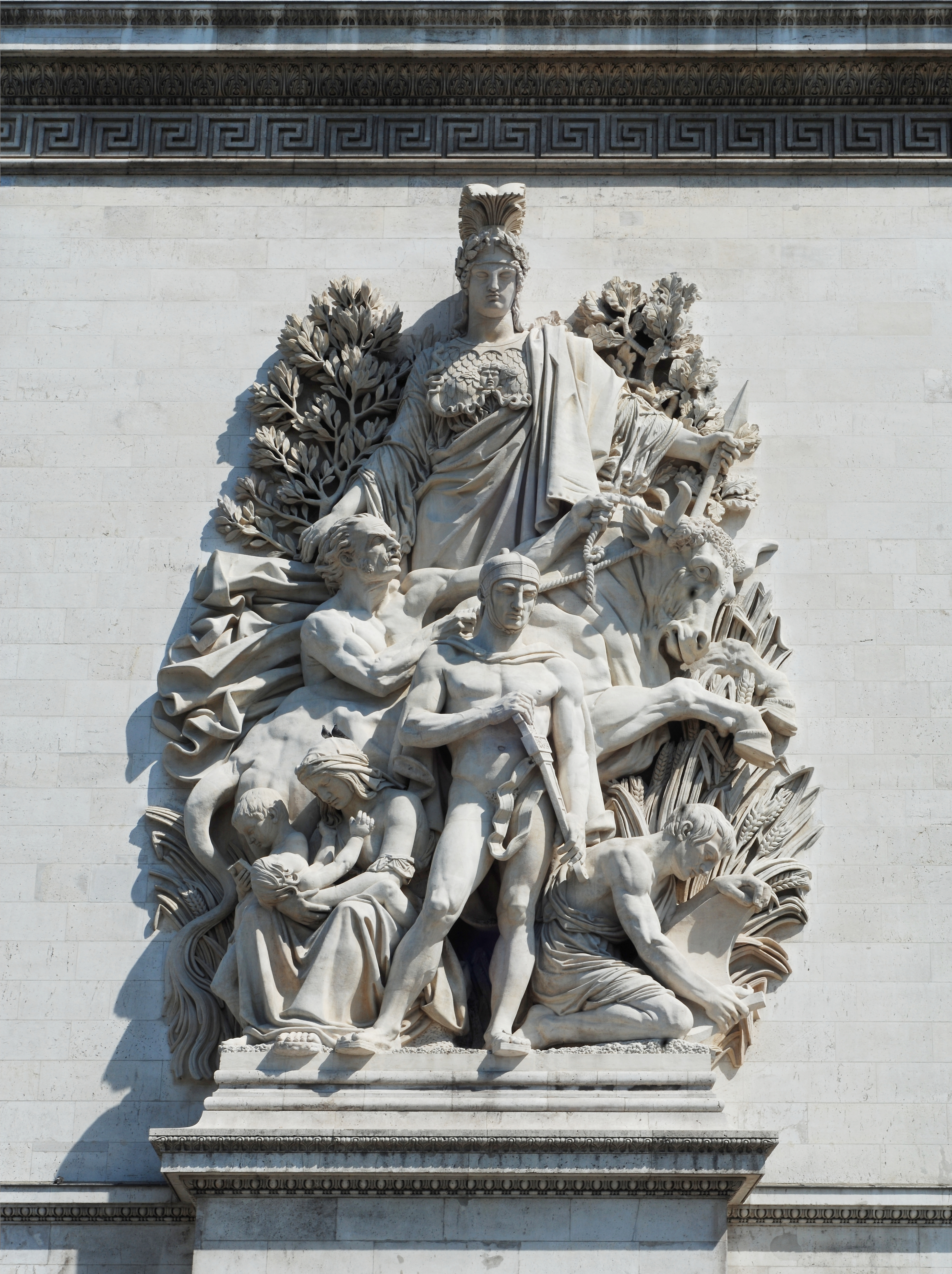
Der Frieden von 1815

François Rude übertrifft mit dem heroischen Schwung seiner Darstellung die seiner Konkurrenten auf diesem Triumphbogen bei weitem. Er begann als akademischer Klassizist, aber mit diesem seinem bekanntesten Werk vollzog Rude als einer der ersten die Abkehr vom Klassizismus und die Hinwendung zur Romantik, zu einer neuen heroischen Leidenschaftlichkeit in der Bildhauerei, ähnlich wie Eugène Delacroix in der Malerei.
Interessant ist ein Vergleich der beiden Reliefs dieser Seite. Es handelt sich auf der anderen Seite um den „Triumph Napoleons nach dem Frieden von 1810“ (der „Triumph“ verherrlicht den Frieden von Wien) von Jean-Pierre Cortot. Das Relief von Cortot steht noch ganz in der Tradition der klassizistischen Statik, der gemessenen Heldenverehrung, des symmetrischen, wohlproportionierten Bildaufbaus – mit anderen Worten der „erhabenen Langeweile“.
Auch bei den Reliefs von Antoine Etex auf der Westseite ist diese Atmosphäre deutlich zu spüren, beispielsweise beim „Frieden“. Hier hat man noch den Eindruck, dass die Themen von einer Schauspielertruppe auf einer Theaterbühne dargestellt werden, dass hier Motive aus dem Arsenal zusammengestellt worden sind.
Auf den vier Außenseiten des Bogens befinden sich sechs Flachreliefs, die jeweils berühmte Schlachten zeigen. Unter den sechs Bildhauern ist auch Jean-Jacques Feuchère mit einer Darstellung des Übergangs über die Brücke von Arcole zu sehen.

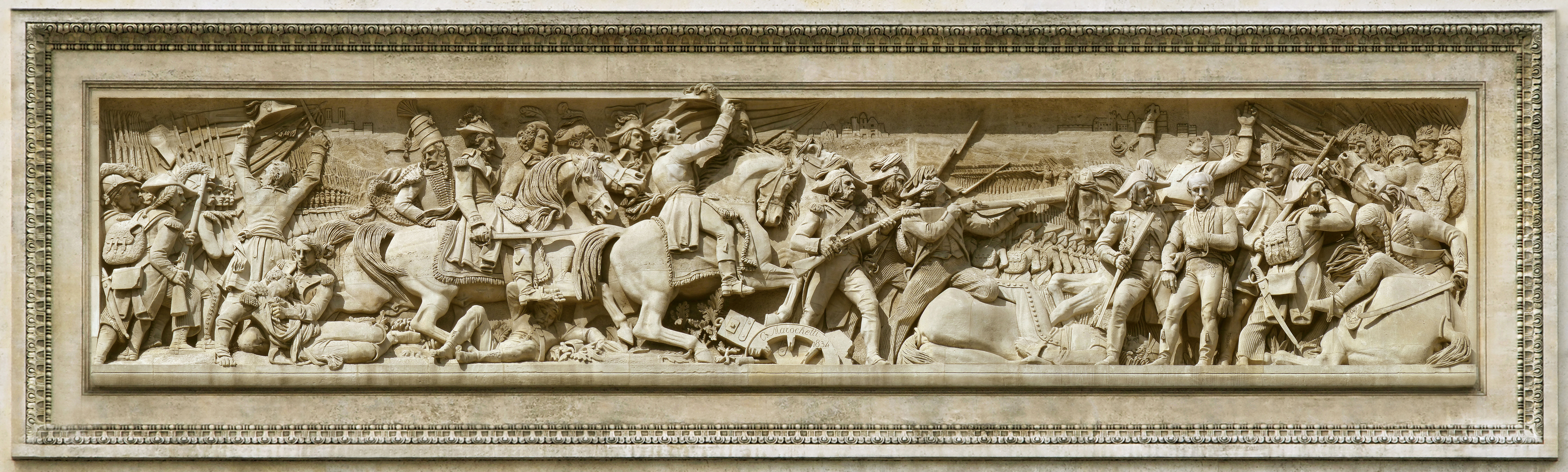
Die Schlacht bei Jemappes
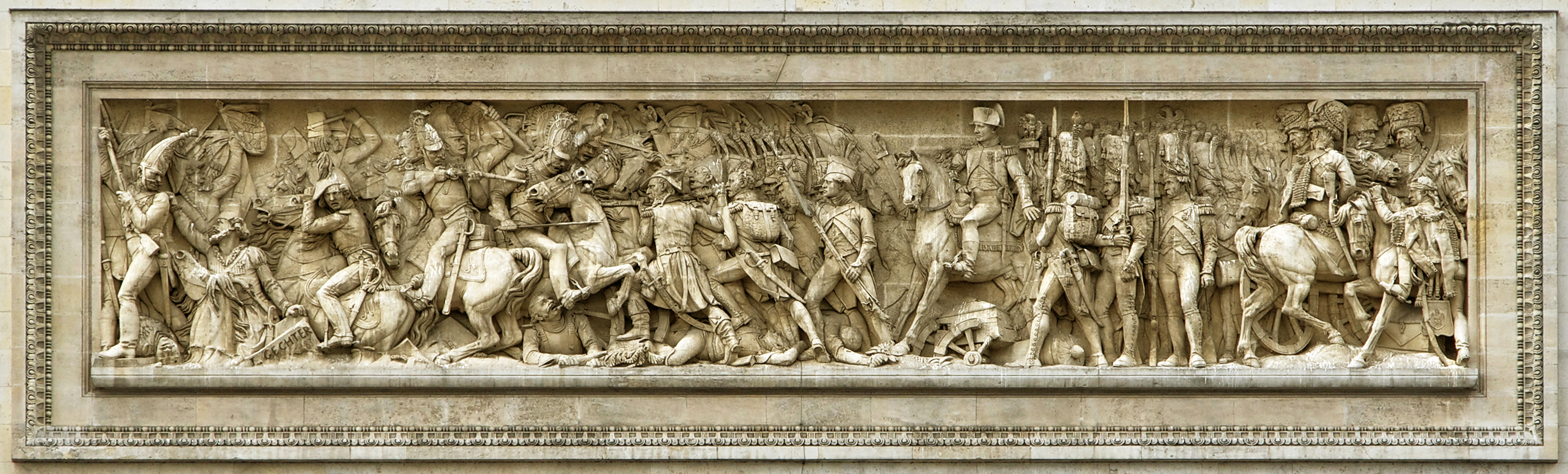
Die Schlacht bei Austerlitz

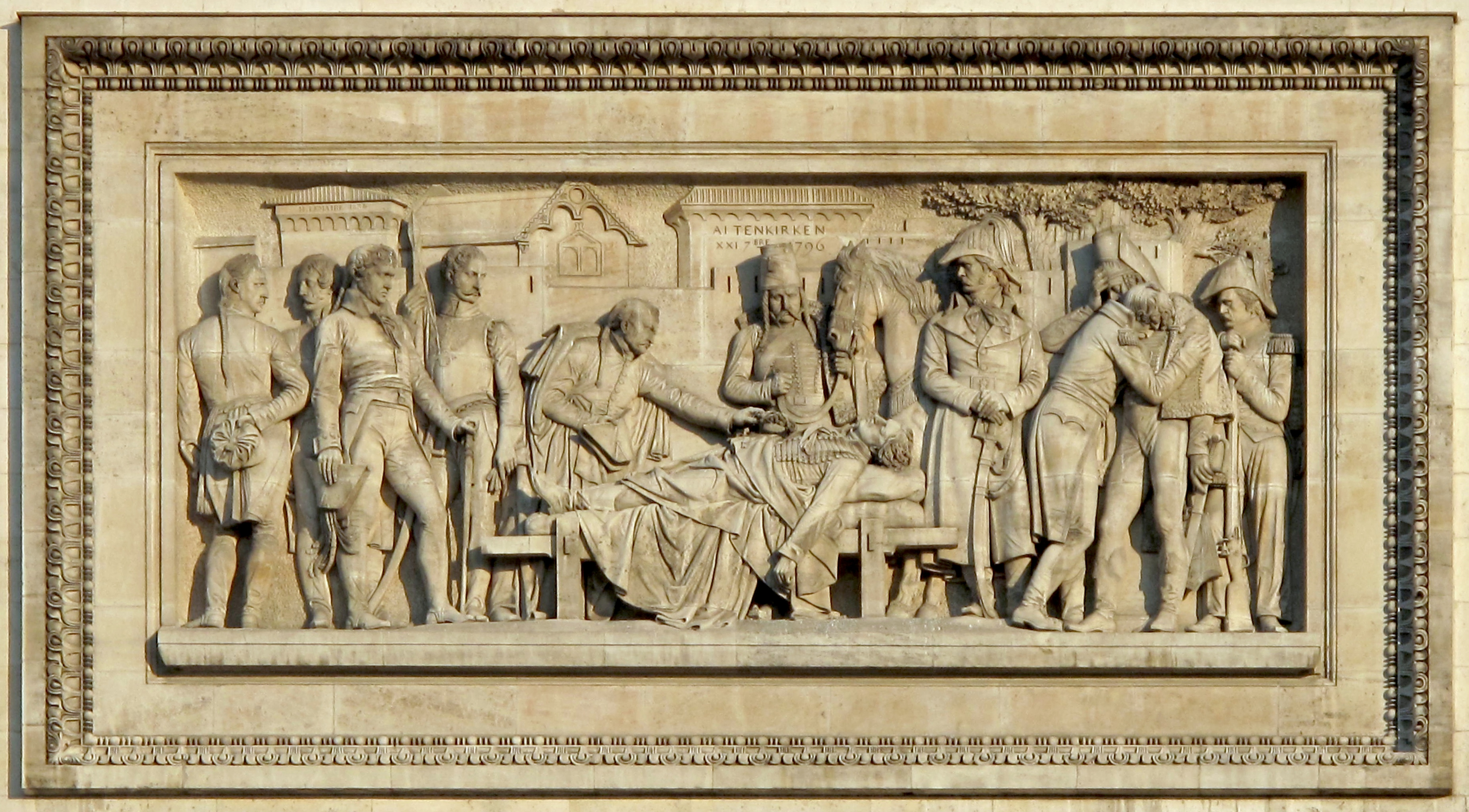
Die Beerdigung von General Marceau
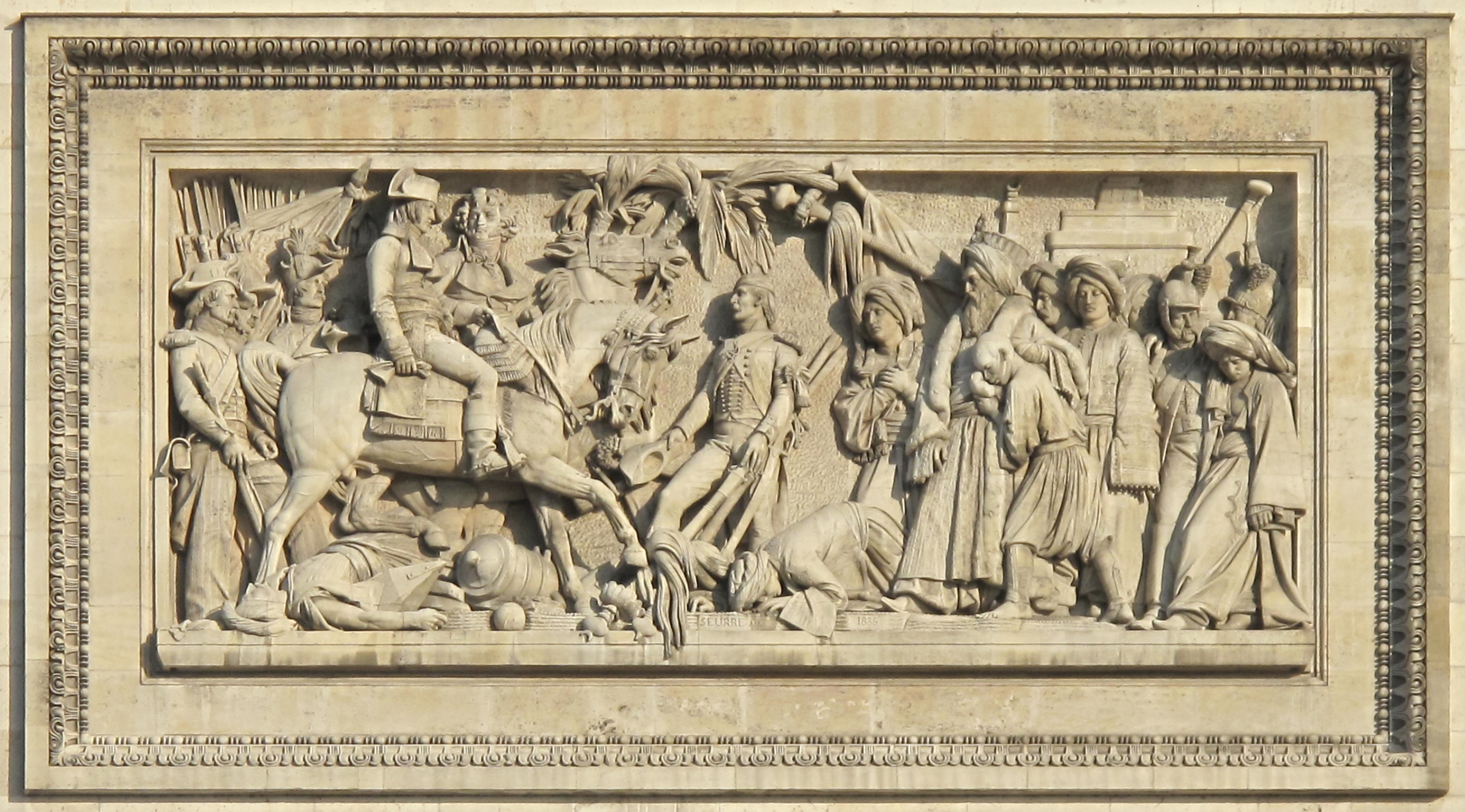
Die Schlacht bei Abukir
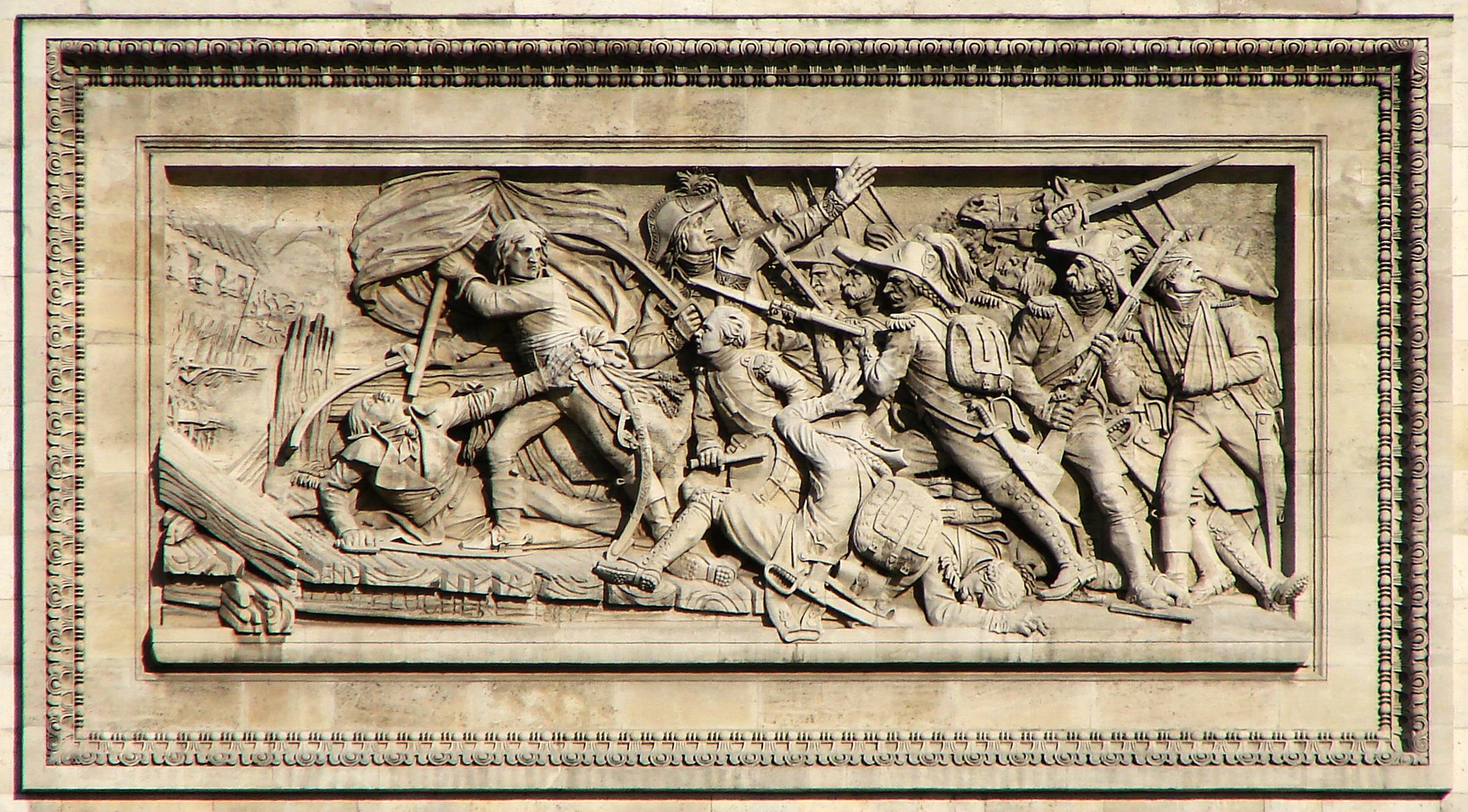
Übergangs über die Brücke von Arcole
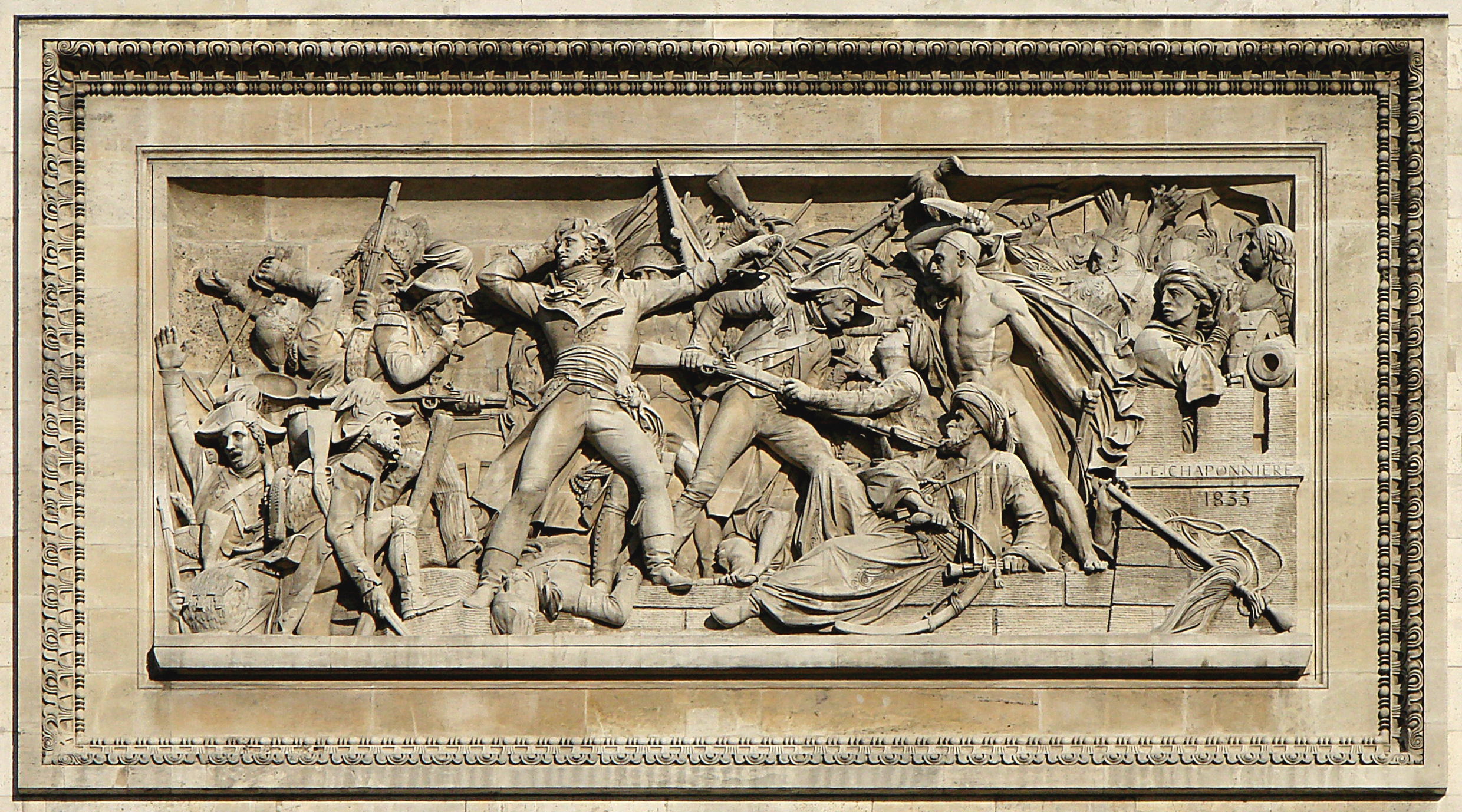
Die Eroberung Alexandrias

## Kunst
Das Künstlerpaar Christo und Jeanne-Claude beabsichtigte, das Bauwerk im Zeitraum vom 19. September 2020 für 16 Tage bis zum 4. Oktober 2020 für seine Kunstaktion L’Arc de Triomphe, Wrapped (Project for Paris, Place de l’Étoile – Charles de Gaulle) zu verhüllen. Christo verstarb jedoch am 31. Mai 2020. Seinem Wunsch gemäß wurde das Projekt, dessen erste Pläne aus den 1960er Jahren stammten, von seinem Neffen postum umgesetzt. Die Verhüllung war nach zweimonatiger Vorbereitungsarbeit am 18. September fertiggestellt und dauerte bis zum 3. Oktober 2021. Eingesetzt wurden 25.000 Quadratmeter Stoff und 3.000 Meter rote Seile, die jeweils weiterverwendet werden.

Panoramablick auf Paris von der Spitze des Arc de Triomphe aus gesehen, rechts der Eiffelturm

## Rezeption
Während viele Bauwerke auf der ganzen Welt dem Arc de Triomphe ähneln, wurden einige tatsächlich von ihm inspiriert. Bekannte Beispiele sind der Triumphbogen in Bukarest und der Triumphbogen in Pjöngjang. Zusätzlich zu diesen Nachahmungen gibt es noch weitere Bögen und Denkmäler weltweit, die vom Arc de Triomphe beeinflusst wurden, sei es in Bezug auf das Design, die Größe oder die verwendete Architektur.

## Film
- Der Pariser Triumphbogen. Herz einer Nation. Dokumentarfilm. Regie: Laurent Ramamonjiarisoa, Arte, ORF, Frankreich, Österreich 2021.